# Mariage du roi Constantin II de Grèce et de la princesse Anne-Marie de Danemark
Vous lisez un « bon article » labellisé en 2025.
Le mariage du roi Constantin II de Grèce et de la princesse Anne-Marie de Danemark se déroule le 18 septembre 1964, à Athènes, en Grèce. Organisé à la cathédrale métropolitaine six mois après les funérailles du roi Paul Ier, c'est l'une des dernières grandes cérémonies de l'histoire du royaume hellène. Il est donc parfois qualifié de « chant du cygne » de la monarchie grecque.
Le diadoque Constantin de Grèce, fils et héritier du roi Paul Ier, rencontre, pour la première fois, la princesse Anne-Marie de Danemark, fille du roi Frédéric IX, en 1957, et les deux jeunes gens se revoient ensuite une deuxième fois en 1959. La relation du couple commence cependant un peu plus tard, lors du mariage de la princesse Sophie de Grèce avec l'infant Juan Carlos d'Espagne, en mai 1962. Elle aboutit à des fiançailles secrètes, le 23 juillet 1962, qui sont finalement officialisées le 23 janvier 1963.
Dans un premier temps, le rapprochement du couple est reçu un peu tièdement au Danemark, où le roi et une partie de l'opinion publique s'émeuvent de la jeunesse de la princesse, qui est encore adolescente. Il est, en revanche, accueilli plus chaleureusement en Grèce, où la mort inattendue du roi Paul Ier en mars 1964 fait de Constantin le nouveau roi des Hellènes. Pour les Grecs, le mariage royal apparaît ainsi comme le début d'une ère nouvelle.
Initialement prévue pour le mois de janvier 1965, l'union de Constantin II et d'Anne-Marie est avancée au 18 septembre 1964. Organisée à Athènes, elle donne lieu à une grande cérémonie orthodoxe, célébrée par l'archevêque-primat Chrysostome II d'Athènes et 103 autres prélats dans la cathédrale de l'Annonciation. Au total, les fêtes qui entourent les épousailles réunissent pas moins de 1 200 invités, parmi lesquels 18 rois et reines, 2 princes souverains, 7 héritiers du trône et quantité d'autres personnalités du Gotha.
Après leur mariage, Constantin II et Anne-Marie s'installent au palais de Tatoï, situé dans les environs de la capitale. Rapidement, Anne-Marie met au monde ses deux premiers enfants : Alexia, en 1965, et Paul, en 1967. Peu de temps après, une dictature militaire prend le pouvoir à Athènes et la famille royale est bientôt contrainte à l'exil après une tentative de contre-coup d'État ratée. À l'étranger, le couple royal donne naissance à trois autres enfants : Nikólaos (1969), Théodora (1983) et Phílippos (1986).
La chute de la Dictature des colonels, en juillet 1974, est suivie de l'instauration de la Troisième République hellénique. Interdits de séjour en Grèce et même privés de leur nationalité en 1994, Constantin II, Anne-Marie et leurs enfants obtiennent finalement de pouvoir revenir vivre dans leur pays dans les années 2000. Vingt ans plus tard, la réhabilitation du palais de Tatoï, confisqué par l'État grec après un long combat judiciaire contre l'ancienne famille royale, permet la redécouverte de certains objets utilisés lors du mariage de 1964.

## Rencontre et fiançailles

### Premières rencontres

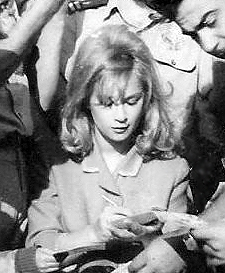
L'actrice Alíki Vouyoukláki (1964), maîtresse du diadoque Constantin au début des années 1960.

En dépit de leurs nombreux liens de parenté (voir infra), Constantin de Grèce et Anne-Marie de Danemark se rencontrent pour la première fois à l'adolescence. À en croire le témoignage du futur monarque, celui-ci serait tombé sous le charme de la princesse en voyant sa photo dans un magazine et il aurait ensuite déclaré à son père, le roi Paul Ier, qu'il venait de trouver son épouse et souhaitait se rendre au Danemark pour faire sa connaissance,.
Quoi qu'il en soit, les deux jeunes gens semblent s'être rencontrés pour la première fois en juin 1957, lors d'une escale à Copenhague du diadoque, alors cadet à bord du navire-école Armatolos. À l'époque, Constantin a 17 ans tandis qu'Anne-Marie en a 11 et rien n'indique qu'une quelconque idylle se développe entre eux.
La famille royale de Grèce effectue ensuite un voyage en Scandinavie durant l'été 1959 et les deux jeunes gens se retrouvent à nouveau dans la capitale danoise. À l'époque, l'héritier du trône hellène est déjà majeur (il a 19 ans) et sa cousine entre dans l'adolescence (elle a 13 ans),. D'après la presse du cœur, le voyage est un succès et, dans ses mémoires, la reine des Hellènes Frederika rapporte l'enthousiasme de son époux vis-à-vis de la petite princesse, qui lui apparaît comme un « papillon » qu'il serait heureux d'avoir pour belle-fille,,,. Pourtant, le diadoque de Grèce ne voit encore en sa cousine qu'« une petite fille adorable », si l'on en croit ses déclarations postérieures.
De fait, depuis la fin des années 1950, Constantin a la réputation de multiplier les conquêtes,. À partir de 1959, il entretient une relation avec l'actrice grecque Alíki Vouyoukláki,, et la presse du cœur lui prête ensuite une liaison avec l'Américaine Elizabeth Taylor. Pendant une période, Constantin semble en outre fréquenter l'une de ses cousines éloignées, la comtesse russe Xenia Cheremetieff, petite-fille du prince Youssoupoff. Cependant, la reine Frederika refusant ostensiblement de voir ses enfants contracter des unions inégales,, les journaux imaginent plutôt un mariage du diadoque avec Désirée de Suède, Irène des Pays-Bas ou même Pilar d'Espagne, pourtant sensiblement plus âgée que lui.

### Des fiançailles secrètes
Trois années s'écoulent avant que Constantin et Anne-Marie se revoient. Les deux cousins se retrouvent finalement au Danemark en janvier 1962, à l'occasion d'un grand bal donné au palais d'Amalienborg par la famille royale. À l'époque, le diadoque a déjà 21 ans, mais la princesse n'en a que 15. Cela n'empêche pas le jeune homme d'être impressionné par la beauté de sa cousine.

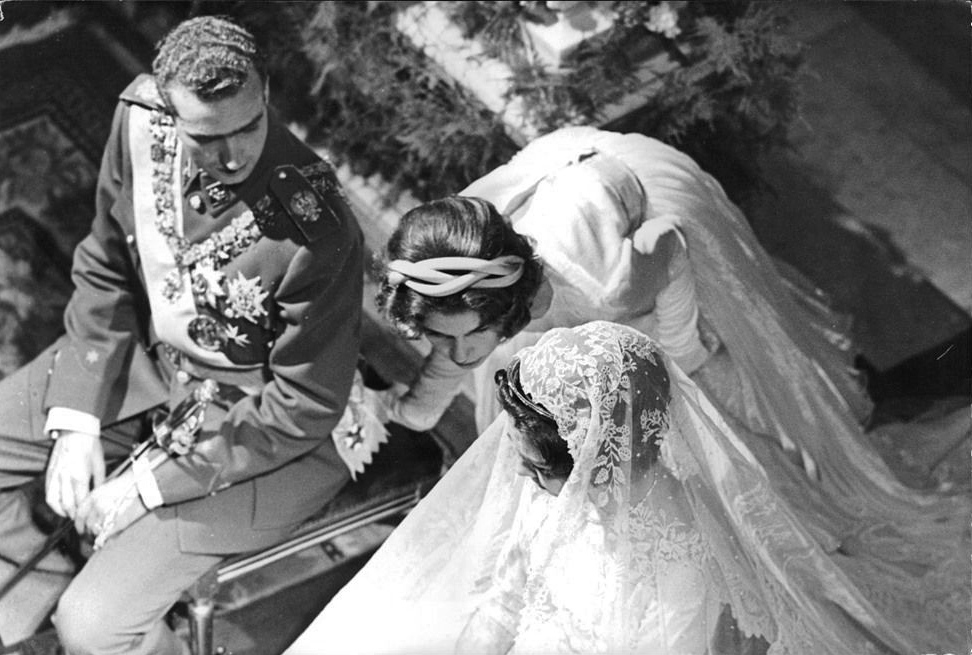
Le mariage de Juan Carlos et Sophie (1962), occasion d'un rapprochement entre Constantin et Anne-Marie.

En mai 1962, Anne-Marie se rend pour la première fois en Grèce avec ses parents pour le mariage de la sœur du diadoque, qui l'a invitée à ses noces en tant que demoiselle d'honneur. Lors du bal qui suit les épousailles, Constantin multiplie les danses avec sa cousine, obligeant la reine Frederika à intervenir pour qu'il change un peu de cavalière, sans succès,,. D'après les témoignages de Sophie de Grèce, c'est à ce moment que son frère et sa belle-sœur tombent « follement amoureux ». À l'époque, les jeunes gens échangent en anglais, seule langue qu'ils maîtrisent tous les deux,.
En juillet 1962, Constantin et Anne-Marie se revoient en Norvège, où la famille royale de Grèce effectue un déplacement estival. Officiellement, le diadoque, qui est médaillé olympique, va à Hankø pour participer à une régate présidée par le roi Olav V, tandis qu'Anne-Marie rend visite à son ancienne gouvernante, Mary North Hartunger. Pendant ce séjour, les deux jeunes gens se voient beaucoup et le diadoque déclare sa flamme à Anne-Marie le 23 juillet. Séduite, la princesse accepte de se fiancer, mais l'événement demeure d'abord secret. De fait, Constantin a beau entretenir d'excellentes relations avec le roi Frédéric IX, dont il partage le goût pour la navigation et la musique classique, la loi danoise interdit le mariage des personnes mineures et Anne-Marie exige que son père ne soit pas mis au courant. Quand Constantin lui demande finalement la main de sa fille, quelques mois plus tard, le souverain danois accepte, mais donne pour condition qu'Anne-Marie atteigne sa majorité et finisse ses études avant de convoler.
Pour secrète que soit la relation du jeune couple, la rumeur se répand en Grèce qu'Anne-Marie doit séjourner à Corfou avec Constantin en août, ce qui ne se produit finalement pas. En septembre, le diadoque retourne donc au Danemark, faisant dire à la presse que des fiançailles sont sur le point d'être annoncées. Pourtant, aucune déclaration n'a lieu. En octobre, Anne-Marie se rend finalement à Athènes pour un voyage privé. Elle ne fait alors qu'une apparition publique, à l'occasion d'une compétition de voile à laquelle elle participe au côté du diadoque.
Pour Constantin, qui est accoutumé à une certaine liberté, il s'agit là d'une période difficile car il vit comme une injustice de ne pouvoir montrer ses sentiments au grand jour,,.

### Officialisation des fiançailles
Début janvier 1963, le roi et la reine des Hellènes fêtent leurs noces d'argent à Athènes. Quelques jours après les célébrations, les souverains se rendent à Copenhague pour y discuter du projet de mariage de Constantin et d'Anne-Marie avec la famille royale de Danemark. C'est à ce moment que les fiançailles des deux jeunes gens sont annoncées publiquement, le 23 janvier 1963,. Ému, le couple princier apparaît alors au balcon du palais d'Amalienborg, où il est ovationné par la foule.

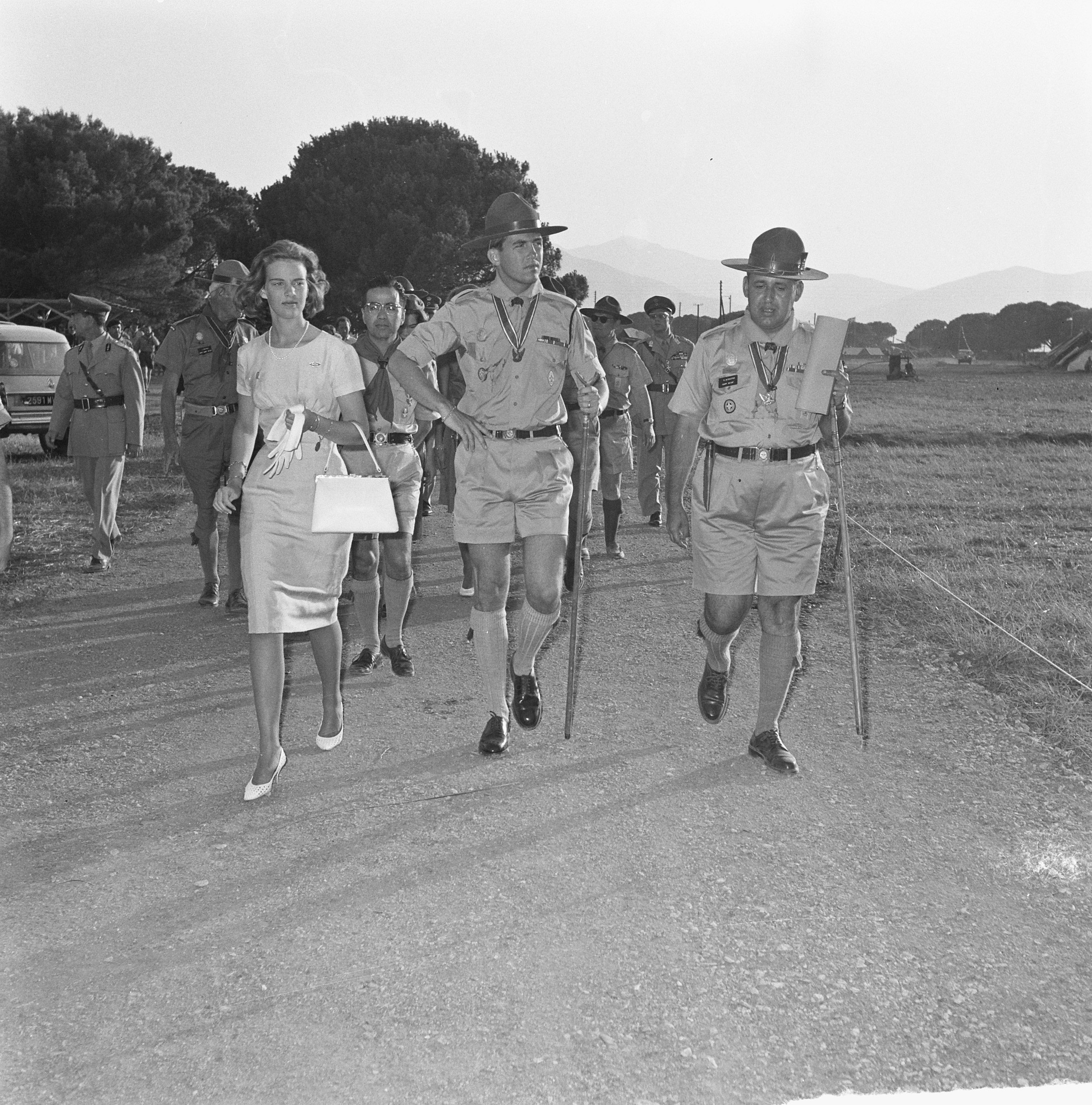
Anne-Marie et Constantin lors du Jamboree mondial de 1963.

Quelques jours plus tard, les souverains hellènes rentrent à Athènes, où ils accueillent bientôt le roi Frédéric IX, la reine Ingrid et leurs trois filles. Anne-Marie, qui descend de l'avion au bras du diadoque, est accueillie chaleureusement par les Grecs, qui se réunissent ensuite en masse le long du trajet qui sépare l'aéroport du palais royal. Près de l'Olympiéion, le cortège royal est même submergé par la foule, qui empêche les autorités municipales de souhaiter la bienvenue aux souverains et bloque leurs voitures durant plusieurs minutes. Une fois arrivés au palais, les fiancés se présentent au balcon, où ils sont acclamés longuement par la foule.
Après quelques jours de visite, Anne-Marie et les siens retournent au Danemark, où la princesse reprend ses études et se lance dans l'apprentissage de la langue hellène et de l'histoire de la Grèce,. De son côté, Constantin effectue plusieurs autres séjours à Copenhague. Avec Anne-Marie, il se présente ainsi une nouvelle fois au balcon d'Amalienborg à l'occasion de l'anniversaire de son futur beau-père, le 11 mars 1963. Or, dans le royaume scandinave, tout le monde ne se réjouit pas des fiançailles précoces d'Anne-Marie. La puissante Studentsamfundet (da) (un syndicat étudiant de gauche) organise ainsi des manifestations pour exiger que la princesse attende bien sa majorité pour se marier.
Deux semaines après l'anniversaire de son père, Anne-Marie se rend à nouveau à Athènes, à l'occasion des célébrations du centenaire de la dynastie grecque, auxquels les souverains danois ont été conviés. Plusieurs mois s'écoulent ensuite avant que la jeune fille revienne en Grèce. Durant l'été 1963, elle visite néanmoins Corfou avec sa future belle-famille. La princesse participe, par ailleurs, au Jamboree mondial, qui se déroule à Marathon en août. Après ce dernier séjour, Anne-Marie part terminer ses études à Montreux, en Suisse, où elle reste plusieurs mois. Le jeune couple reste néanmoins en contact étroit, et Constantin rend plusieurs fois visite à sa promise.

## Des préparatifs de mariage bouleversés

### Pourparlers entre les deux cours

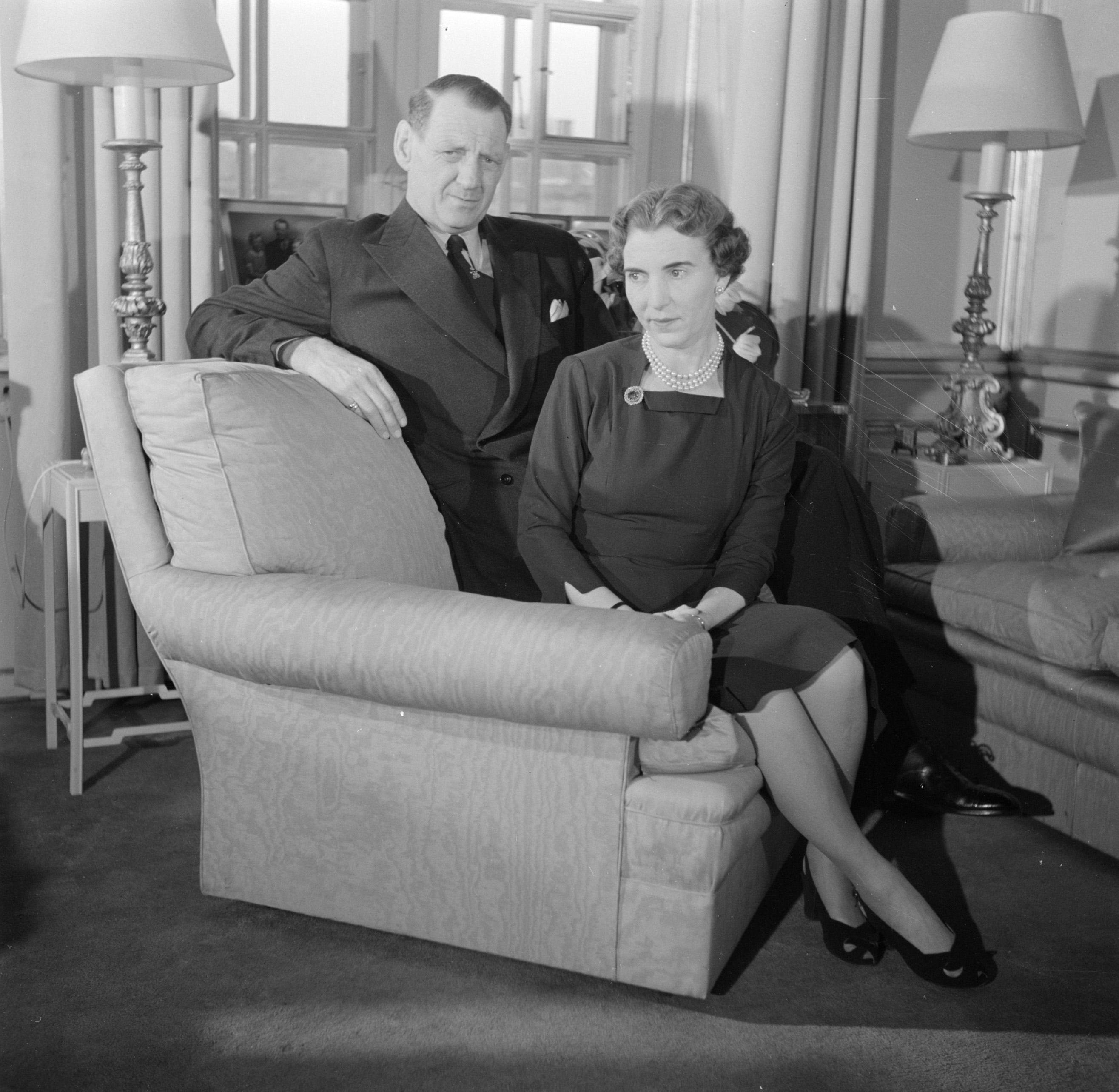
Le roi Frédéric IX (roi de Danemark) et la reine Ingrid, parents d'Anne-Marie (1954).

Après l'annonce des fiançailles de Constantin et d'Anne-Marie, les deux familles royales s'entendent pour célébrer le mariage de leurs enfants une fois les études de la princesse terminées, en janvier 1965,,,. Il est, en outre, convenu qu'Anne-Marie doit abandonner le luthéranisme et embrasser la foi orthodoxe avant ses épousailles,. Cette dernière décision ne repose sur aucune disposition légale, la Constitution grecque n'obligeant nullement les reines des Hellènes à professer la religion orthodoxe, hormis en cas de régence.
Des pourparlers sont, par ailleurs, engagés entre les deux familles royales pour définir le montant de la dot octroyée à la fiancée par ses parents. Selon la revue danoise Aktuell, la reine Frederika exige, au départ, la somme d'un million de dollars, chiffre démenti officiellement par la suite. D'après le magazine Point de vue, les deux cours s'entendent finalement sur la somme de deux millions de couronnes danoises (environ 290 000 dollars de 1964), déposée dans une banque suisse. Marlene A. Eilers Koenig évoque, pour sa part, une somme de 250 000 dollars due, en grande partie, à la générosité du roi Gustave VI Adolphe de Suède, grand-père maternel de la fiancée.
Le choix du couturier qui doit réaliser la robe de mariée d'Anne-Marie donne, lui aussi, lieu à un débat entre Athènes et Copenhague. La reine des Hellènes souhaiterait en effet imposer son créateur favori, le Parisien d'origine gréco-égyptienne Jean Dessès. De son côté, la reine de Danemark exige que soit sollicité le fournisseur de la Cour, Holger Blom. Après quelques négociations, c'est finalement ce dernier qui est choisi pour réaliser la robe de la princesse.
Pendant ce temps, le diadoque planifie de passer ses premières années de jeune marié aux États-Unis avec son épouse.

### Décès du roiPaulIeret crise chypriote

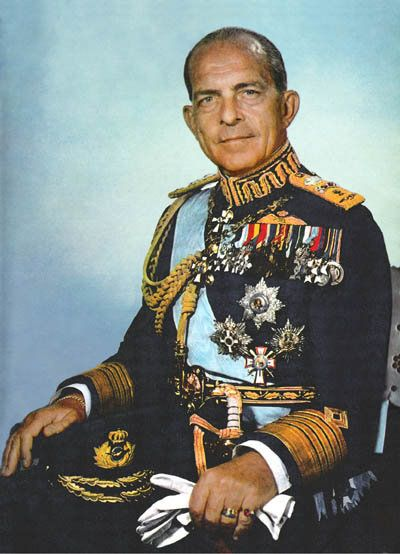
Le roi Paul Ier (roi des Hellènes) en 1960.

Alors qu'elle se trouve encore à Montreux, en Suisse, Anne-Marie reçoit un télégramme de Paul Ier de Grèce, le 22 février 1964. Le roi des Hellènes lui demande de rentrer de toute urgence à Athènes parce qu'il s'est fait opérer et souhaite que sa future belle-fille soit auprès de diadoque durant la période de régence. Anne-Marie revient donc en Grèce le 24 février. Dans les jours qui suivent, l'état de santé du souverain se dégrade et il meurt le 6 mars 1964,.
Outre la tristesse qu'il provoque, le décès inattendu du monarque vient compliquer l'organisation du mariage de Constantin et d'Anne-Marie, car il fait du jeune homme le nouveau roi des Hellènes,. La mort du souverain amène, par ailleurs, une période de deuil de six mois à la Cour athénienne, interdisant l'organisation de toute réjouissance en Grèce. Compte tenu des circonstances, les noces de Constantin II et d'Anne-Marie sont malgré tout avancées à la date du 18 septembre 1964, jour réputé sans pluie, à Athènes.
En juillet 1964, Constantin II doit affronter la première grande crise de son règne. L'île de Chypre est en effet frappée par une vague de violences qui opposent insulaires grecs et turcs. Désireuse de protéger sa communauté, la Turquie menace officiellement d'envahir le pays. Athènes fait alors connaître son intention de riposter et de mettre, par la même occasion, en œuvre l'énosis, autrement dit le rattachement du territoire à la Grèce,. Cependant, l'archevêque Makários III, également président de la République chypriote, se rapproche des pays du bloc de l'Est pour obtenir leur soutien face à Ankara, ce qui permet finalement d'apaiser la situation et empêche provisoirement toute invasion étrangère.

### Préparation des célébrations
Les sources concernant l'organisation du mariage royal sont rares. Alors qu'il donne de nombreux détails concernant la préparation des noces de Sophie et de Juan Carlos (comme la manière dont sont transportés et logés les hôtes royaux), Ricardo Mateos Sáinz de Medrano se contente, par exemple, d'établir quelques parallèles entre ces dernières et celles de Constantin II et d'Anne-Marie, donnant le sentiment que l'organisation du mariage du souverain reprend les grandes lignes de celui de sa sœur, mais avec un déploiement de fastes encore supérieur.
Dans ses mémoires, le prince Michel de Grèce nous apprend néanmoins qu'après la mort de Paul Ier, il est missionné par Constantin II pour rendre visite à différents monarques arabes, africains et asiatiques que ce dernier souhaite convier à ses noces, en vue d'établir de nouvelles relations diplomatiques,. Le prince-écrivain indique également que, durant les célébrations, l'hôtel King George est entièrement réservé pour héberger une partie des invités royaux.

## Festivités prénuptiales

### Célébrations au Danemark

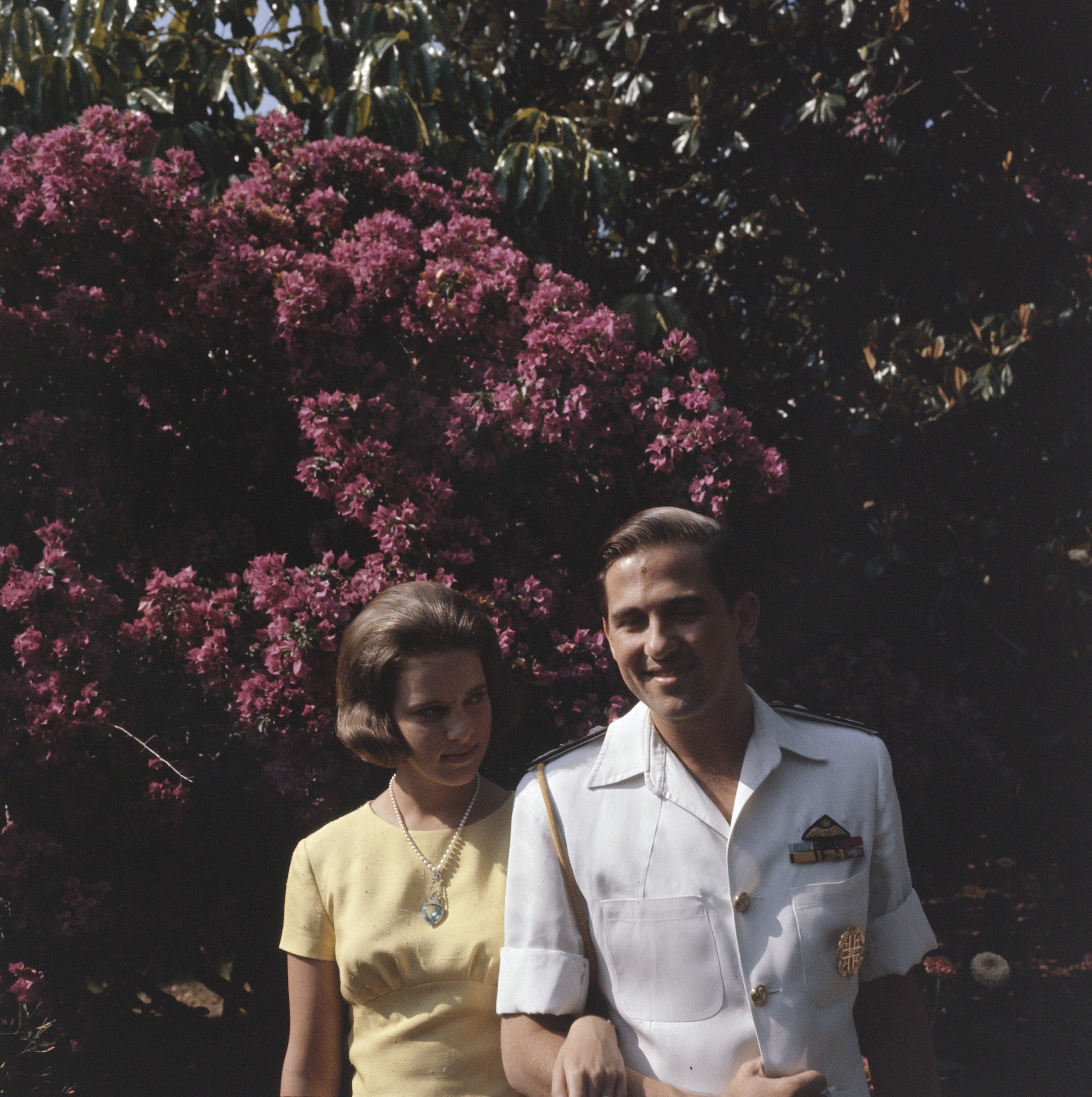
Anne-Marie et Constantin II à Mon Repos le 23 juillet 1964.

Le 30 août 1964, Anne-Marie fête ses 18 ans et, pour Ricardo Mateos Sáinz de Medrano, elle renonce alors à ses droits sur le trône de Danemark,. Une semaine plus tard, le 7 septembre 1964, Constantin II se rend à Copenhague, où sont organisés différents événements en l'honneur des fiancés,.
À son arrivée à l'aéroport, le roi des Hellènes est accueilli par la famille royale et par une délégation de membres du gouvernement danois. Après une courte visite à Amalienborg, où les fiancés ont l'occasion d'admirer les nombreux présents qui leur ont été adressés (voir infra),, le petit groupe se rend au palais de Fredensborg. Dans la soirée, un grand bal y est donné en présence d'un millier d'invités composés notamment d'aristocrates, d'officiers de hauts rangs et d'élus des municipalités du pays,.
Le lendemain, une représentation est donnée au Théâtre royal de Copenhague en l'honneur des fiancés. Le Ballet national joue alors  Napoli (en) d'Auguste Bournonville, l'une des œuvres favorites de la famille royale,. Par la suite, un dîner est offert au palais de Christiansborg,.
Le 9 septembre, Constantin II et Anne-Marie défilent dans les rues de la capitale danoise à bord d'un landau ouvert. Escortés par le régiment de hussards de la Garde royale, ils empruntent des rues pavoisées aux couleurs de la Grèce et du Danemark,,. Une réception se tient ensuite à l'hôtel de ville de Copenhague en hommage au jeune couple. Le jour suivant, Constantin II regagne la Grèce par avion.

### Arrivée d'Anne-Marie et des convives en Grèce

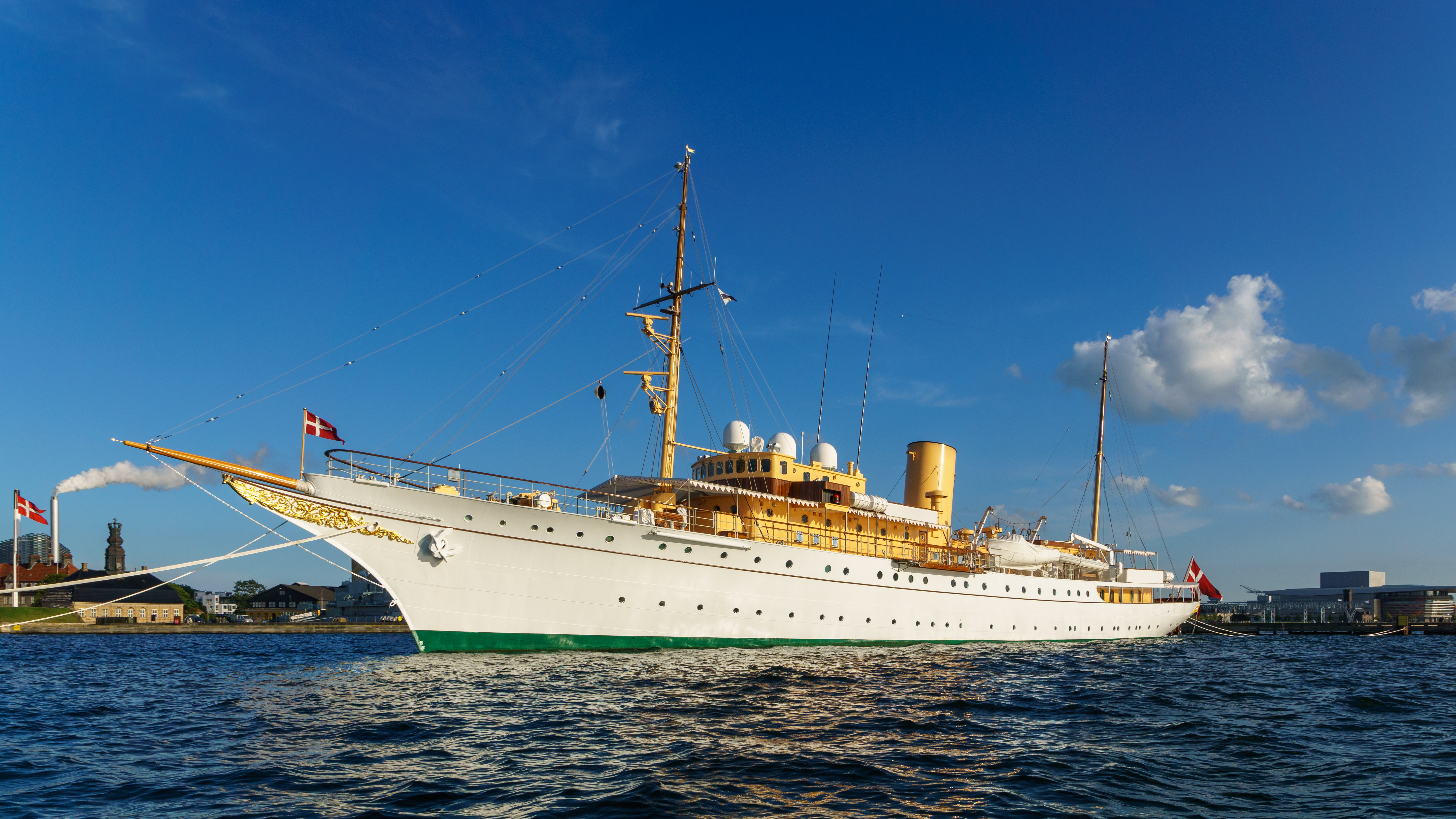
Le KDM Dannebrog en 2017.

Le 11 septembre 1964, la princesse Anne-Marie, ses parents et sa sœur Benedikte prennent l'avion pour Brindisi, en Italie. De là, ils embarquent sur le Dannebrog, yacht de la famille royale de Danemark depuis 1931, et prennent la mer en direction de la Grèce. Après avoir traversé l'Adriatique, le petit groupe arrive à Patras, où il est rejoint par la princesse héritière Margrethe, restée jusque-là à Copenhague pour représenter son père. Par la suite, le Dannebrog emprunte le canal de Corinthe, ce qui permet à Constantin II de venir saluer sa fiancée à distance.
Une fois le canal traversé, le yacht danois est accueilli par une myriade de navires grecs (parmi lesquels le Créole de Stávros Niárchos), qui l'escortent jusqu'à Phalère. Arrivé à destination, le Dannebrog est finalement rejoint par un petit bateau à moteur, avec lequel Constantin II conduit les hôtes royaux jusqu'au port. Lorsqu'ils débarquent, vingt et un coups de canon se font entendre. Puis, Anne-Marie et sa famille sont accueillies par la reine mère Frederika, la princesse héritière Irène et le prince Michel, ainsi que par le Premier ministre Geórgios Papandréou et d'autres personnalités politiques de premier plan,.
Par la suite, le cortège se rend au palais royal d'Athènes en empruntant les avenues Andréa Syngroú, Vasilíssis Ólgas, Vasileós Konstantínou puis la rue Heródou Attikoú. Une pause est néanmoins organisée devant l'Olympiéion, où le maire de la capitale Ángelos Tsoukalás et les membres du conseil municipal adressent un discours de bienvenue à la fiancée de leur souverain. La journée du 11 septembre se termine par une réception organisée par le gouvernement grec en l'honneur des futurs mariés à l'hôtel Grande-Bretagne. Lors de cet événement, Anne-Marie arbore, pour la première fois, les bijoux traditionnels des reines des Hellènes, que lui a confiés sa belle-mère.
Les jours qui suivent sont marqués par les arrivées des hôtes étrangers, accueillis tour à tour par les membres de la famille royale à l'aéroport d'Athènes. Le va-et-vient des voitures officielles amène alors d'énormes embouteillages dans la capitale grecque. Certaines arrivées provoquent aussi d'épineux problèmes de protocole. L'atterrissage, dans le même avion, du roi des Belges, du roi de Norvège et du grand-duc héritier de Luxembourg oblige ainsi le roi des Hellènes à faire trois allers-retours jusqu'à l'appareil et l'orchestre militaire à jouer successivement trois hymnes étrangers.

### Célébrations en Grèce

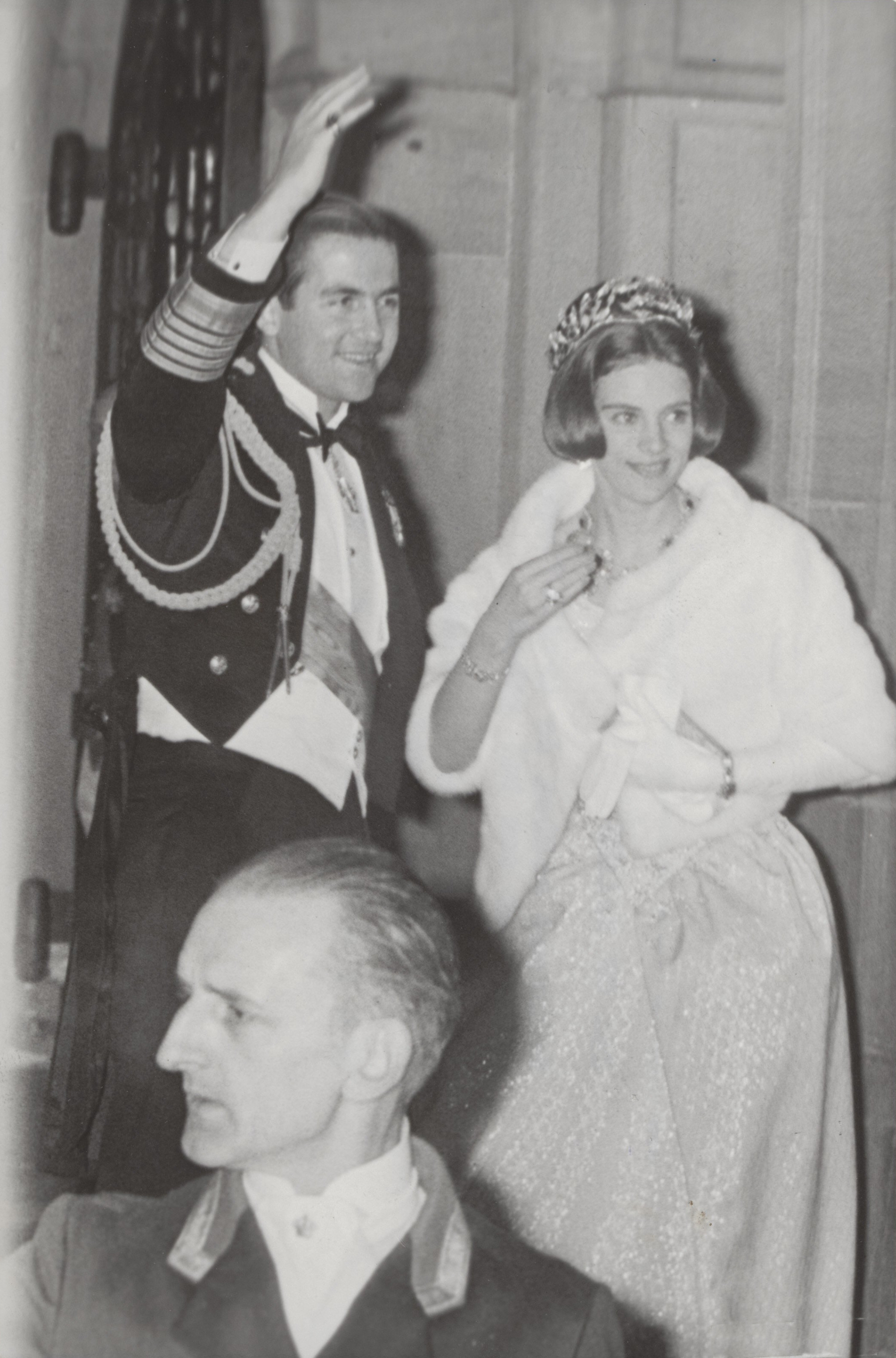
Constantin II et Anne-Marie en 1966.

L'union d'Anne-Marie et de Constantin donne lieu à des festivités encore plus fastueuses que celles organisées lors des noces de la princesse Sophie en mai 1962. Elles réunissent des représentants de la plupart des dynasties européennes et non européennes, dont de nombreux monarques régnants,. Pourtant, certains invités, comme l'infant Alphonse d'Orléans, qui surnomme la princesse Anne-Marie « Le Monde du silence » à cause de sa timidité, jugent également l'événement moins chaleureux que le précédent mariage princier. Le faste déployé est par ailleurs prétexte à de violentes critiques, tant la situation de nombreux Grecs est misérable en comparaison des sommes dépensées pour les noces royales.
Après la soirée passée à l'hôtel Grande-Bretagne, les festivités du mariage se poursuivent par l'organisation, au palais de Tatoï, de trois grandes réceptions à l'attention de la bonne société hellène, les 12, 13 et 14 septembre 1964. Ainsi, 6 000 personnes, venues de toute la Grèce, sont reçues par le jeune couple. Le soir du dimanche 13 a lieu au Stade panathénaïque un grand spectacle, unissant musique et danse folklorique, auquel assistent entre 40 000 et 100 000 personnes (selon les sources),,.
Le 15 septembre, le roi Frédéric IX et la reine Ingrid donnent, à leur tour, un grand déjeuner à bord du Dannebrog. Outre la parentèle de Constantin II, y sont conviés les quelques princes étrangers déjà arrivés en Grèce, le Premier ministre Geórgios Papandréou et les ministres de son gouvernement avec leurs épouses, les membres de la Cour royale ainsi que l'ensemble du personnel de l'ambassade danoise. À l'issue de la réception, le souverain scandinave décerne la grand-croix de l'ordre de Dannebrog à Papandréou et fait commandeurs du même ordre tous les membres de son cabinet. De son côté, l'équipage du yacht royal offre aux futurs époux un étui à cigarettes en argent gravé de l'emblème et des armoiries du navire.
Le 16 septembre, une nouvelle soirée est organisée à l'intention des invités étrangers par le gouvernement grec à l'hôtel Grande-Bretagne,. Finalement, la veille des épousailles, le roi Constantin donne un grand dîner suivi d'un bal dans les jardins du palais royal. L'événement, qui réunit environ 1 600 convives, est l'occasion, pour les membres du Gotha, d'arborer leurs plus beaux bijoux et leurs décorations,,,. Ce soir-là, les fiancés ouvrent le bal sur l'air du Beau Danube bleu. Puis, les souverains danois prennent leur suite sur l'air de Wonderful Copenhagen (en).

## Déroulement du mariage

### Tenues des mariés, des demoiselles d'honneur et des mères des époux

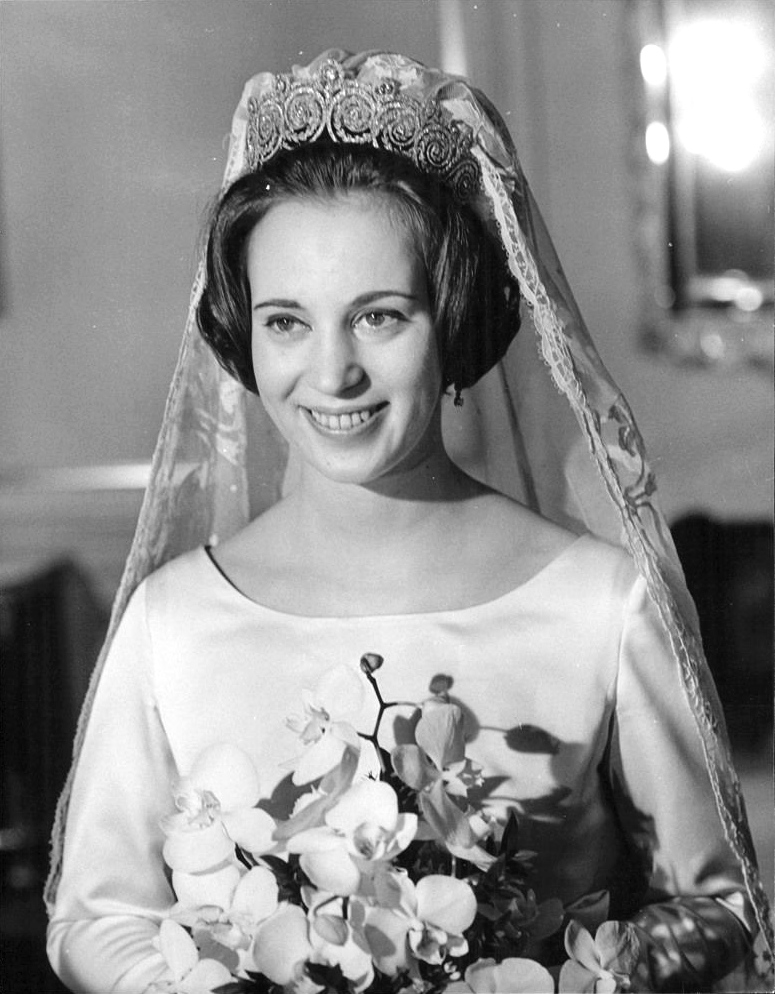
Benedikte de Danemark arborant le même voile et le même diadème qu'Anne-Marie le jour de ses noces (1968).

Le jour des noces, le roi Constantin II porte un uniforme de maréchal de l'armée hellénique,. Ses épaulettes arborent la lettre « Π », en souvenir de son père. Sur sa poitrine, il exhibe les rubans des ordres grecs du Sauveur, des Saints-Georges-et-Constantin et de Georges Ier, ainsi que l'insigne commémoratif du centenaire de la maison royale de Grèce. Il porte également les décorations danoises des ordres de l'Éléphant et de Dannebrog.
Réalisée par les couturiers danois Holger Blom et Jørgen Bender, la robe d'Anne-Marie est en soie blanche. De style grec, elle est recouverte de deux fines couches de tulle, qui atténuent la brillance du tissu. De coupe Empire avec des lignes droites, elle est dotée d'un décolleté bateau, de manches trois quarts et d'une traîne de six mètres de longueur. Hérité de Margaret de Connaught, le voile de dentelle irlandaise de la princesse est celui que portait sa mère, la reine Ingrid, lors de son mariage en 1935,. Il est maintenu par un diadème (connu sous le nom de « diadème du khédive d'Égypte ») également porté par la mère et les sœurs d'Anne-Marie à leurs noces. À son cou, la princesse porte un pendentif en forme de croix en diamants offert par ses parents au moment de ses 18 ans. Enfin, le bouquet de la mariée prend la forme d'une gerbe de muguet, fraîchement cueillis dans les jardins d'Amalienborg.
Les six demoiselles d'honneur d'Anne-Marie portent des robes blanches, ornées d'un nœud sous la poitrine. Leurs manches et les bords de leurs tenues sont brodés avec des motifs aux formes de rameaux d'olivier, cousus de fil vert olive. Les princesses arborent, par ailleurs, une coiffe florale assortie au bouquet d'Anne-Marie et un collier de petites perles blanches. La reine Frederika porte une création du couturier Jean Dessès, de couleur bleu argenté. Elle arbore, en outre, un collier de perles avec un pendentif en rubis. De son côté, la reine Ingrid porte une robe plus ajustée, d'un vert mousse foncé, et la parure de la reine Louise, dont l'usage est réservé exclusivement aux souveraines danoises. Les coiffes des mères des deux époux sont en plumes d'autruche.

### Cortège nuptial

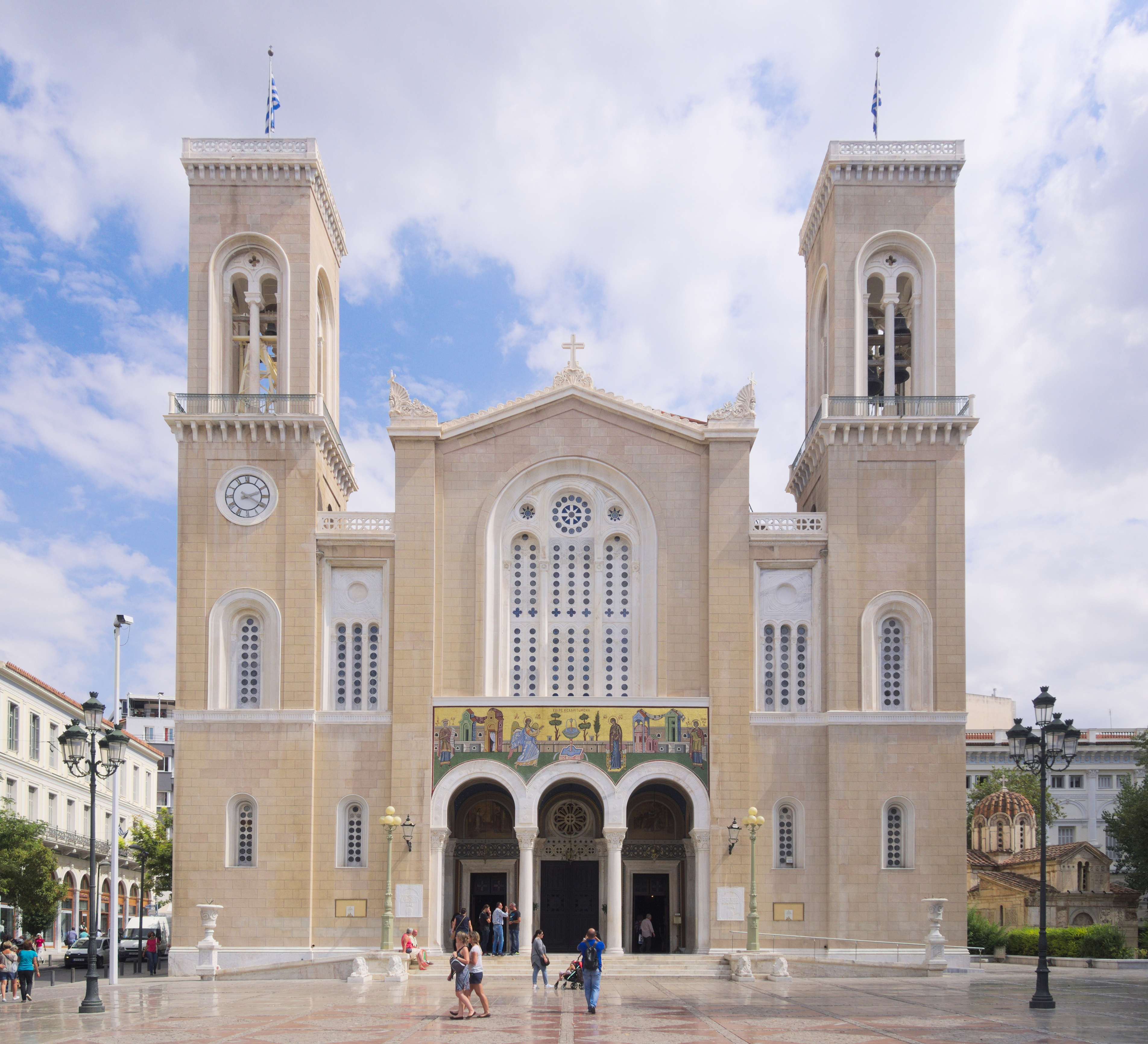
La cathédrale de l'Annonciation en 2016.

Le 18 septembre 1964, au petit matin, 21 coups de canon retentissent, depuis le mont Lycabette, pour marquer le départ des célébrations du mariage. Tandis que des milliers de soldats hellènes s'alignent le long des rues séparant le palais royal d'Athènes de la cathédrale de l'Annonciation, une foule immense s'agglutine pour apercevoir les jeunes mariés et leurs invités. D'après le journaliste espagnol Jaime Peñafiel, 300 000 personnes ont même passé la nuit dans la rue afin d'être sûres d'avoir une bonne place le long de l'itinéraire prévu pour le cortège.
Dès 8 heures, les hauts fonctionnaires et les dignitaires de la Cour commencent à s'installer sur les bancs de la cathédrale. Puis, à 9 heures, ce sont les membres du corps diplomatique, les représentants du gouvernement hellène et les légations étrangères qui y font leur entrée. Vers 9 h 30, débute le ballet des têtes couronnées. Une procession de 13 voitures à cheval ouvertes part bientôt de la rue Heródou Attikoú en direction du siège de l'Église de Grèce.
D'après Jaime Peñafiel, les infants Juan Carlos et Sophie d'Espagne prennent la tête du cortège. Viennent après le duc d'Édimbourg et la reine mère Hélène de Roumanie, suivis du grand-duc héritier de Luxembourg et de sa femme. Dans la quatrième voiture, se trouve, seul, le prince Rainier III de Monaco : indisposée en raison de sa grossesse, son épouse a, en effet, préféré rester se reposer dans sa chambre d'hôtel. Arrivent ensuite le prince et la princesse de Liechtenstein, le couple royal belge, la reine des Pays-Bas et son époux, puis les souverains thaïlandais. La procession continue avec trois voitures transportant les demoiselles d'honneur (voir infra). Suivent le roi de Norvège (seul), puis le roi de Suède avec la reine de Danemark (sa fille). Le cortège se termine par les voitures qui conduisent le roi Constantin II et sa mère, la reine douairière Frederika, puis la princesse Anne-Marie et son père, le roi Frédéric IX.
D'après le site grec The Royal Chronicles, le roi des Hellènes et sa mère atteignent le parvis de l'édifice religieux un peu après 10 heures. Une fois entré dans la cathédrale métropolitaine, le souverain embrasse une icône que lui tend l'archevêque Chrysostome II d'Athènes. Toujours d'après le site internet, Anne-Marie et son père arrivent, quant à eux, à 10 h 30 précises. Une fois descendue de sa calèche tirée par six chevaux blancs, Anne-Marie est rejointe par ses demoiselles d'honneur, qui s'occupent de sa traîne. La princesse prend ensuite le bras du roi de Danemark et se dirige vers l'entrée du bâtiment. Avant de pénétrer à l'intérieur, elle se retourne une dernière fois pour saluer la foule.

### Cérémonie orthodoxe
Contrairement à ce qui avait été initialement prévu, Anne-Marie est encore officiellement protestante au moment de son mariage. Le Saint-Synode a néanmoins autorisé la célébration religieuse de ses noces, sous réserve que la princesse se convertisse ensuite à l'orthodoxie. Pendant plusieurs mois, la jeune fille suit donc des cours de catéchèse avec l'archimandrite Ieronymos Kotsonis. Ce n'est cependant que le 21 avril 1965 qu'elle embrasse finalement la religion de son pays d'adoption, au cours d'une cérémonie intime célébrée par l'archevêque-primat Chrysostome II d'Athènes, dans la chapelle du palais royal.

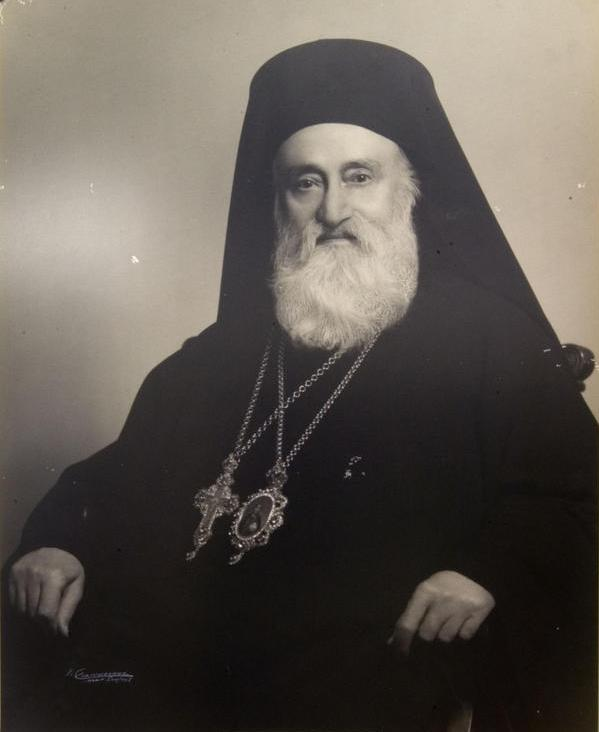
L'archevêque-primat Chrysostome II d'Athènes.

Lorsque, le 18 septembre 1964, Anne-Marie entre dans la cathédrale de l'Annonciation, celle-ci a été décorée de grandes tentures de couleur pourpre et de 10 000 glaïeuls rouges. Quelque 400 personnes sont réunies dans l'édifice religieux,, où règne une forte chaleur, en partie due aux milliers de cierges allumés, tandis qu'un chœur de 80 voix entonne des chants byzantins. En voyant sa fiancée approcher, Constantin II quitte un instant l'autel et saisit la main de la princesse pour l'embrasser.
Célébré selon le rite byzantin, le mariage du jeune couple est présidé par Chrysostome II, qui arbore, pour l'occasion, une couronne et une robe étincelantes. Entouré par 104 prélats orthodoxes, (dont les patriarches de Jérusalem, d'Antioche, de Moscou et de Serbie (en)), et assisté par les 12 membres du Saint-Synode hellène, l'archevêque-primat procède à l'union royale en prononçant les paroles consacrées. Lors de l'office des fiançailles, il appelle la bénédiction du Ciel sur les nouveaux époux, avant de leur passer les alliances, qui ont été réalisées à partir de pièces d'or datant de l'époque d'Alexandre le Grand,. Marraine de la noce en remplacement de son défunt époux, la reine Frederika procède à l'échange des anneaux,.
Commence ensuite l'office du couronnement, durant lequel les parrains du mariage (koumbáros) se relaient pour tenir des couronnes d'or héritées des Romanov au-dessus des têtes des fiancés,. Frederika est la première à procéder à l'opération, mais sa petite taille l'oblige à monter sur un tabouret pour accomplir la tâche rituelle. Après quelques instants, les deux témoins du roi prennent la relève, avant que d'autres princes européens les remplacent. À la fin de la cérémonie, les époux boivent du vin consacré par l'archevêque-primat. Puis, a lieu la danse d'Isaïe : le prélat prend alors les époux par la main et fait trois fois le tour de l'autel avec eux, tandis que des milliers de pétales de roses tombent sur eux depuis les voûtes de la cathédrale,.
La célébration religieuse terminée, la reine mère s'incline devant son fils et sa belle-fille,. Du haut de ses 18 ans, Anne-Marie est désormais la plus jeune reine du monde. Elle est aussi la première princesse de son pays, depuis Ulrique-Éléonore de Danemark en 1680, à devenir souveraine directement après ses épousailles.

### Cortège des jeunes mariés et déjeuner au palais royal
Constantin II et Anne-Marie sortent de la cathédrale de l'Annonciation peu après 11 h 10. Tandis que les cloches de tout l'Attique se font entendre et que 101 coups de canons retentissent depuis le mont Lycabette,, les jeunes mariés montent à bord d'un Royal Ascot Landau. Tirée par 6 chevaux gris et blancs, la calèche emprunte ensuite les principales artères de la capitale. Tout le long du trajet, le couple royal est acclamé par la foule, estimée à un million et demi de personnes, qui lui jette des confetti aux couleurs de la Grèce et du Danemark. Après avoir traversé la rue Stadíou, la place Omónia, la rue Panepistimíou, l'avenue Vasilíssis Amalías et l'avenue Vasilíssis Ólgas, les deux époux gagnent finalement le palais royal.
Une fois les jeunes mariés revenus au palais royal, un grand déjeuner est servi à l'attention de 80 convives. Rédigé en français, le menu nous apprend que sont servis : des filets de sole à l'Indienne, du filet de bœuf garni Wellington, du foie gras sauce Cumberland, un vacherin au chocolat, des fruits et du café. Le repas se conclut par une immense pièce montée, réalisée par un pâtissier du nom de Mike Ragouzaridis. Composée de quatre étages de gâteau de forme hexagonale, elle est haute de 2,5 m et pèse 120 kg. Elle est ornée des armoiries des maisons royales de Grèce et de Danemark, du monogramme des jeunes mariés, du symbole olympique, d'une couronne royale, de colombes, de fleurs blanches et d'un vase contenant des fleurs en sucre.

## Invités et oubliés

### Témoins et demoiselles d'honneur

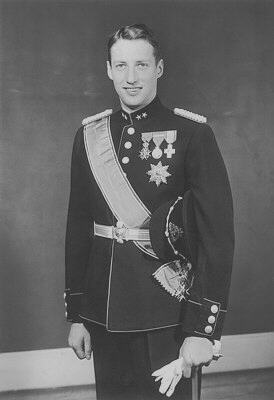
Harald de Norvège (1959), témoin du mariage.

Outre la reine douairière Frederika,, les témoins — ou parrains (koumbáros) — du mariage sont un groupe de jeunes hommes issus de différentes dynasties européennes. Les sources diffèrent concernant leur nombre et leur composition. D'après Jaime Peñafiel, ils sont six et, parmi eux, se trouvent le prince Michel de Grèce, le prince héritier Harald de Norvège et le prince de Galles (futur Charles III du Royaume-Uni). Pour Nicholas Tantzos et Marlene A. Eilers Koenig, en revanche, ils sont huit et se composent des jeunes gens déjà cités, auxquels s'ajoutent le prince héréditaire Alexandre de Yougoslavie, le prince Michael de Kent, le prince Ingolf de Danemark (en), le prince Louis de Bade et le prince Charles de Hesse-Cassel,. Pour le site The Royal Watcher, ils sont neuf et le prince royal Charles-Gustave de Suède complète le groupe précédent. D'après la revue Vanity Fair, ils sont dix et le comte Michael Bernadotte af Wisborg s'ajoute à la longue liste des noms princiers. Quant au prince Michel de Grèce, il décompte 12 témoins, mais ne cite aucun nom, hormis le sien.
Les six demoiselles d'honneur d'Anne-Marie sont des princesses européennes encore célibataires : Irène de Grèce, Clarisse de Hesse-Cassel, Anne du Royaume-Uni, Tatiana Radziwill, Christina de Suède et Margareta de Roumanie,,. Les sources concordent toutes sur leur nombre et leur identité.

### Autres invités notables
La plupart des sources insistent sur l'impressionnant rassemblement de têtes couronnées qu'amène le mariage de Constantin II et d'Anne-Marie, mais leurs décomptes diffèrent légèrement. Nicholas Tantzos dénombre ainsi « sept rois et reines régnants avec leurs consorts, […] deux princes régnants, deux ex rois, deux reines mères et plus de cent princes et princesses ». Dans The Royal Chronicles, Andréas Mégos énumère « dix-huit rois et reines […], sept héritiers du trône, deux consorts royaux, cent trois princes et princesses, ainsi que vingt ducs et comtes ». Dans la même veine, Eva Celada évoque « dix-huit rois et reines, cent trois princes et princesses, vingt ducs et duchesses, des dizaines d'ambassadeurs et des personnalités venues du monde entier ». Encore plus précis, Jaime Peñafiel indique « sept rois et reines régnants, trois rois en exil, quarante-quatre princesses — parmi lesquelles trois héritières —, quarante-trois princes — dont trois régnants et trois héritiers —, sept grands-ducs, ducs et duchesses, [et] soixante-dix représentants de gouvernements étrangers ». Quant à Philippe Delorme, il n'évoque, dans Point de vue, que « neuf rois et reines, quarante-trois princes, [et] quarante-quatre princesses ».
En tout, quelque 1 200 invités prennent part aux différents événements organisés pour les noces,. Parmi eux, il est possible de citer :

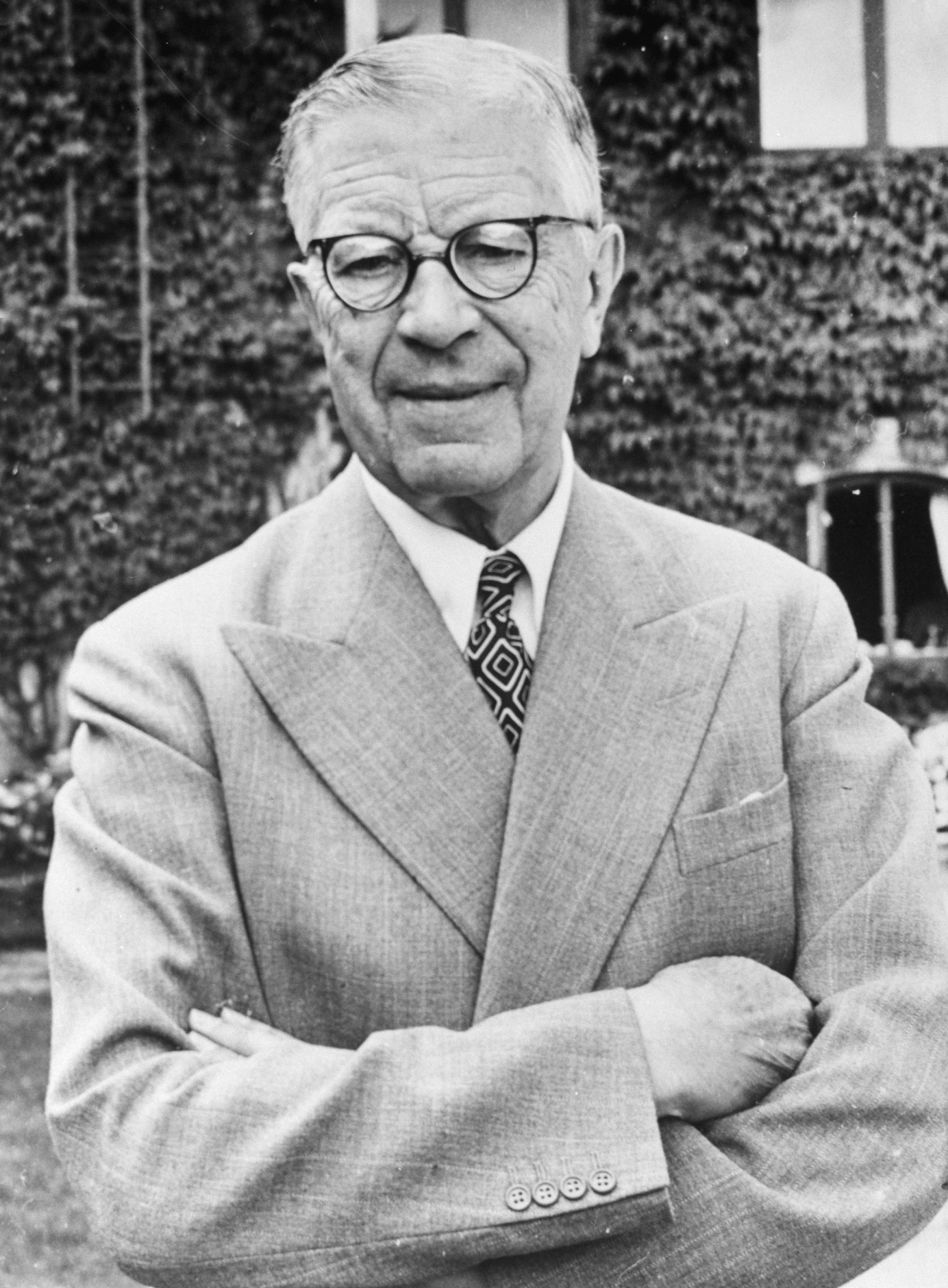
Le roi Gustave VI Adolphe de Suède (1962), grand-père d'Anne-Marie.

Souverains et consorts :
- le roi Frédéric IX et la reine Ingrid de Danemark (parents de la mariée)[67] ;
- le roi Gustave VI Adolphe de Suède (grand-père de la mariée)[67],[68] ;
- le roi Olav V de Norvège (cousin éloigné des mariés)[67],[68] ;
- la reine Juliana et le prince Bernhard des Pays-Bas (cousins éloignés des mariés)[67],[68] ;
- le roi Baudouin et la reine Fabiola de Belgique (cousins éloignés des mariés)[67] ;
- le roi Hussein et la princesse consort Muna de Jordanie[67],[68] ;
- le roi Rama IX et la reine Sirikit de Thaïlande[67],[68] ;
- le duc d'Édimbourg (cousin éloigné des mariés)[67],[68] ;
- le prince François-Joseph II et la princesse Georgina de Liechtenstein (cousins éloignés des mariés)[67] ;
- le prince Rainier III et la princesse Grace de Monaco (cousins éloignés des mariés)[67].

Autre chef d'État :
- Le président de la république de Chypre Makários III[73].

Anciens souverains et consorts :
- le roi Humbert II et la reine Marie-José d'Italie (cousins éloignés des mariés)[67] ;
- le roi Michel Ier et la reine Anne de Roumanie (cousins germains du marié)[67] ;
- le roi Siméon II et la reine Margarita de Bulgarie (cousins éloignés des mariés)[67] ;
- la reine Farida d'Égypte[97] ;
- la reine mère Hélène de Roumanie (tante du marié)[97] ;
- la duchesse douairière Victoria-Louise de Brunswick (grand-mère du marié)[100].

Autres prétendants au trône :

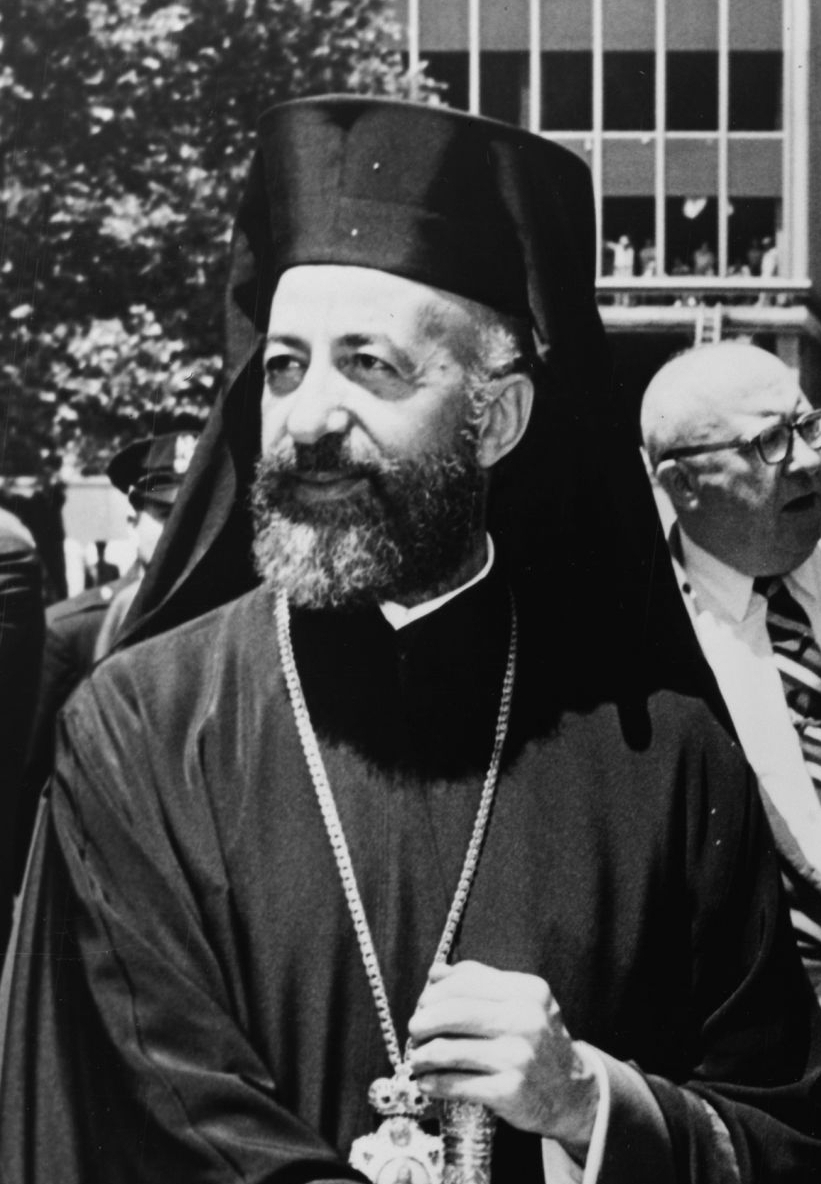
Makários III (1962), président de Chypre.

- le comte et la comtesse de Barcelone (cousins éloignés des mariés)[9],[97] ;
- le duc et la duchesse de Bragance (cousins éloignés des mariés)[97] ;
- le prince royal Louis-Ferdinand et la princesse royale Kira de Prusse (cousins éloignés des mariés)[97] ;
- le duc Philippe-Albert et la duchesse Rose-Marie de Wurtemberg (cousins éloignés des mariés)[67].

Autres personnalités du Gotha :
- le grand-duc héritier Jean et la grande-duchesse héritière Joséphine-Charlotte de Luxembourg (cousins éloignés des mariés)[97] ;
- l'infant Juan Carlos et l'infante Sophie d'Espagne (beau-frère et sœur du marié)[97] ;
- le duc et la duchesse d'Aoste (cousins du marié)[97] ;
- la duchesse douairière d'Aoste (tante du marié)[97] ;
- Lord Louis Mountbatten (cousin éloigné des mariés)[68],[101].

Autres personnalités notables :
- Lynda Bird Johnson (fille du président des États-Unis)[81],[102] ;
- Louis Joxe (ministre français, représentant du général de Gaulle)[103].

### Absences remarquées

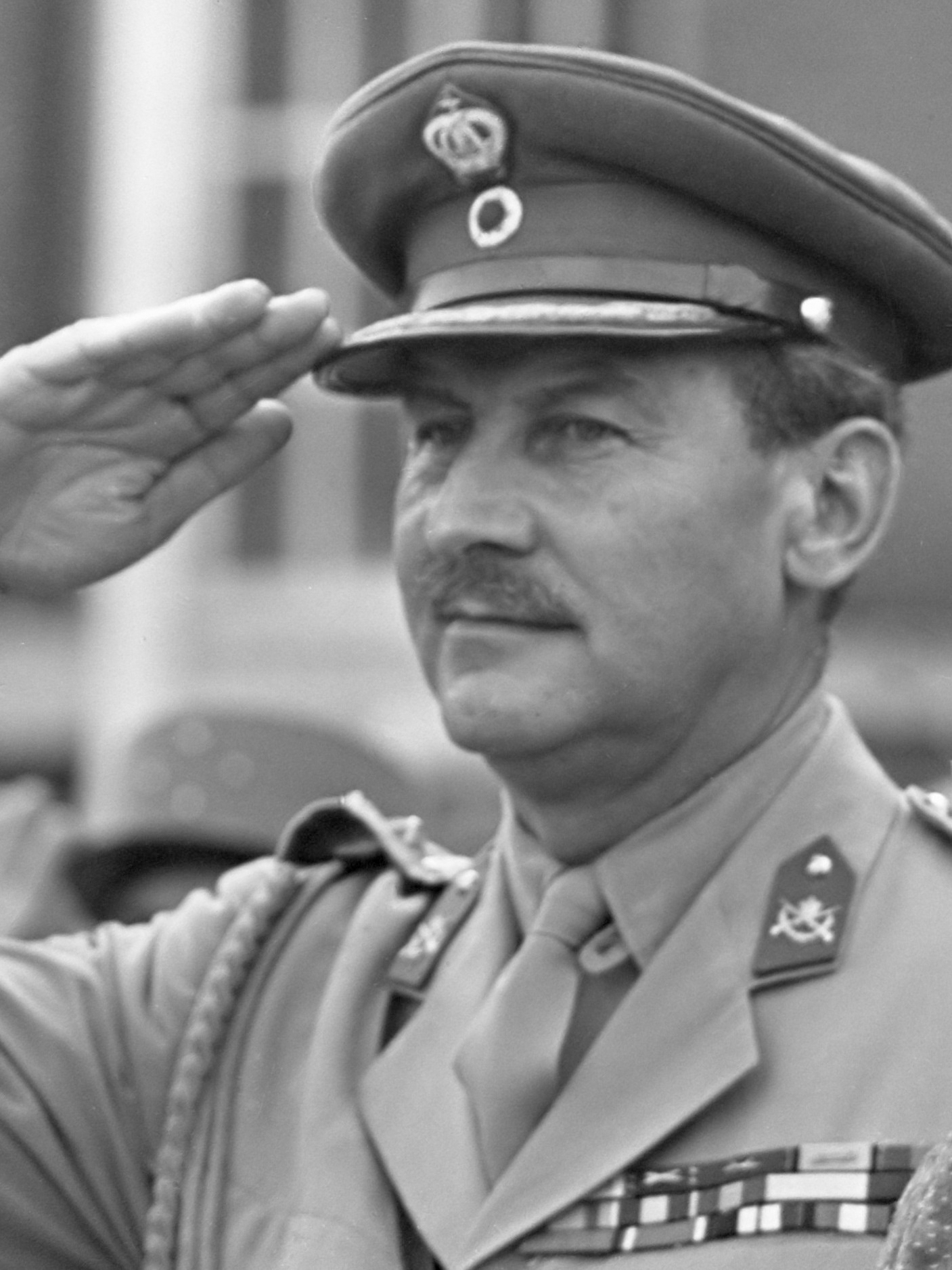
Le prince Pierre de Grèce (1964).

Si les noces de la princesse Sophie de Grèce avec l'infant Juan Carlos d'Espagne ont été marquées par l'exclusion de la duchesse douairière de Brunswick,, il n'en va pas de même avec les épousailles de son frère, le roi Constantin II. La grand-mère maternelle du marié est, en effet, présente lors des festivités organisées à Athènes en septembre 1964.
L'absence de Pierre de Grèce, cousin germain du roi Paul Ier, est cependant remarquée. Résidant au Danemark, le prince était présent à Copenhague au moment de l'officialisation des fiançailles de Constantin et d'Anne-Marie, en janvier 1963. En raison de ses relations difficiles avec la reine Frederika,, il n'est cependant pas convié au mariage du jeune couple,. En représailles, le prince Pierre se rend à Athènes quelques semaines après la cérémonie et y convoque une conférence de presse, le 5 octobre 1964. Durant celle-ci, il attaque violemment la reine douairière, et critique le choix de Constantin de passer sa lune de miel dans une propriété de Stávros Niárchos plutôt qu'à la villa de Mon Repos, possession de la famille royale,. Face à la polémique qui s'ensuit, le roi des Hellènes est contraint de rentrer précipitamment dans la capitale pour s'entretenir avec son cousin, qui finit par s'excuser. L'image de la Couronne n'en sort pas moins écornée.
Liée aux événements qui se déroulent à Chypre, l'absence de la reine Élisabeth II du Royaume-Uni est, quant à elle, largement compensée par la présence de son époux et de deux de leurs enfants dans la capitale hellénique,. D'autres absences font couler beaucoup moins d'encre. C'est le cas de celle de la reine Louise de Suède (belle-grand-mère d'Anne-Marie) qui souffre de graves problèmes de santé et ne peut donc pas se rendre à Athènes pour les noces.

## Contexte politique et diplomatique

### Un moment d'unité politique

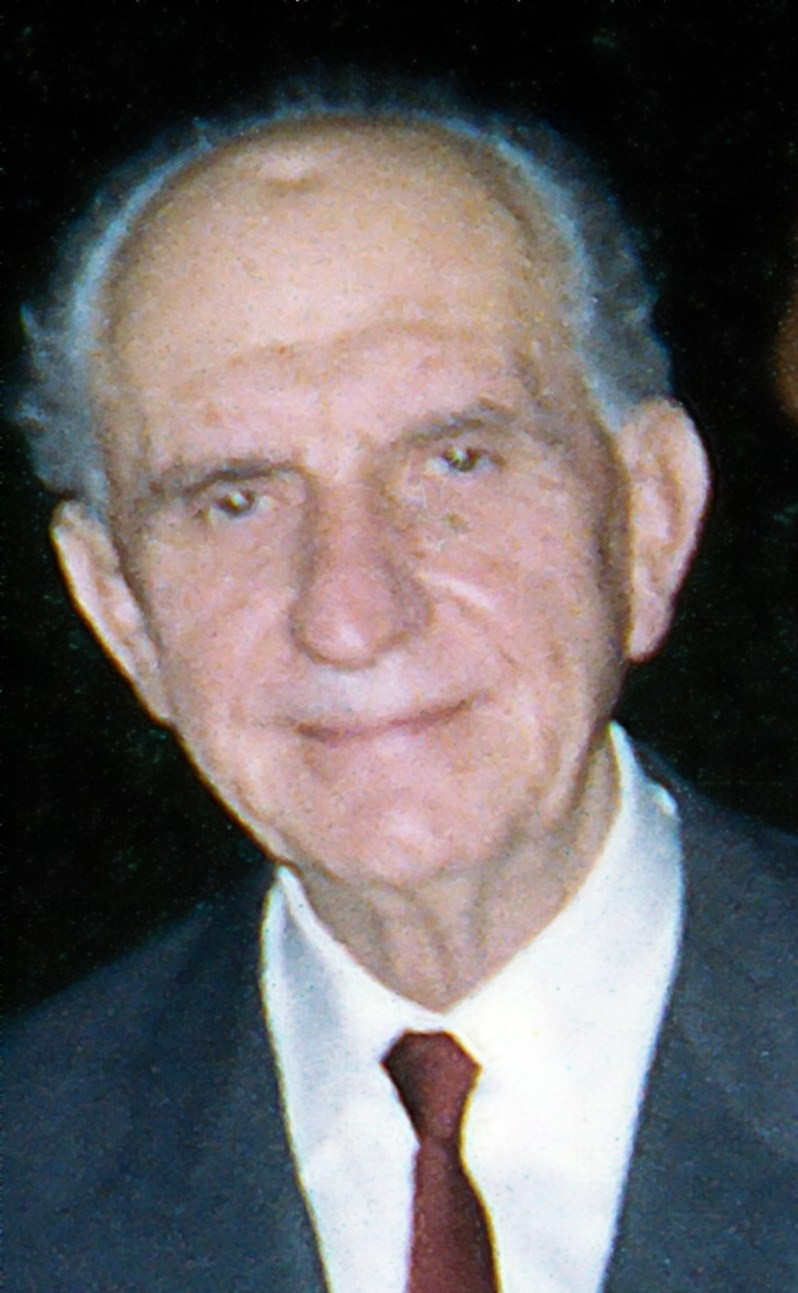
Le Premier ministre Geórgios Papandréou.

Contrairement aux noces de Sophie et de Juan Carlos d'Espagne, qui ont violemment opposé radicaux et centristes au moment du vote de la dot princière (1962),, le mariage de Constantin II et d'Anne-Marie de Danemark se déroule beaucoup plus sereinement. Nicholas Tantzos voit ainsi dans la période qui va du décès de Paul Ier aux épousailles de Constantin II un bref intermède dans l'histoire politique bouleversée de son pays. Frédéric Mitterrand, quant à lui, qualifie ce moment de « véritable état de grâce » entre la Couronne et le Premier ministre Geórgios Papandréou, de tendance républicaine.
Comme l'indique ironiquement le magazine Life, cela n'empêche pas un petit incident politique d'éclater devant les caméras, au moment de l'entrée des représentants de la classe politique dans la cathédrale métropolitaine. L'ancien Premier ministre Panagiótis Kanellópoulos fait, en effet, un esclandre lorsqu'il comprend que le protocole a prévu de le faire accéder à l'édifice religieux via une rue latérale, alors que les membres du gouvernement y arrivent directement par la rue Ermoú.
Quoi qu'il en soit, le mariage de Constantin II et d'Anne-Marie est l'occasion, pour l'État grec, d'effacer des milliers d'amendes adressées à des citoyens. Le royaume gracie, en outre, un peu moins d'un millier de prisonniers.

### Un sommet diplomatique informel
Du fait du contexte international tendu en Méditerranée orientale (jusqu'au dernier moment, est redoutée une reprise des hostilités à Chypre,), le mariage de Constantin II et d'Anne-Marie est aussi l'occasion de discussions diplomatiques informelles. D'après Jaime Peñafiel, ce n'est ainsi pas un hasard si le patriarche Alexis Ier de Moscou est autorisé par le régime soviétique à se déplacer en Grèce pour participer aux noces royales.
Dans ses mémoires, l'ambassadeur de France Jacques Baeyens raconte comment l'arrivée de l'archevêque Makários III à Athènes concentre l'attention des diplomates étrangers, qui se bousculent pour rencontrer le président chypriote. L'ambassadeur explique également comment le ministre Louis Joxe, venu assister aux épousailles pour y représenter le général de Gaulle, s'entretient longuement avec le prélat et dresse ensuite de leur échange un rapport détaillé au président de la République.
Les fêtes entourant le mariage sont aussi l'occasion de longs entretiens entre l'archevêque Makários et le Premier ministre grec Geórgios Papandréou.

## Couverture médiatique

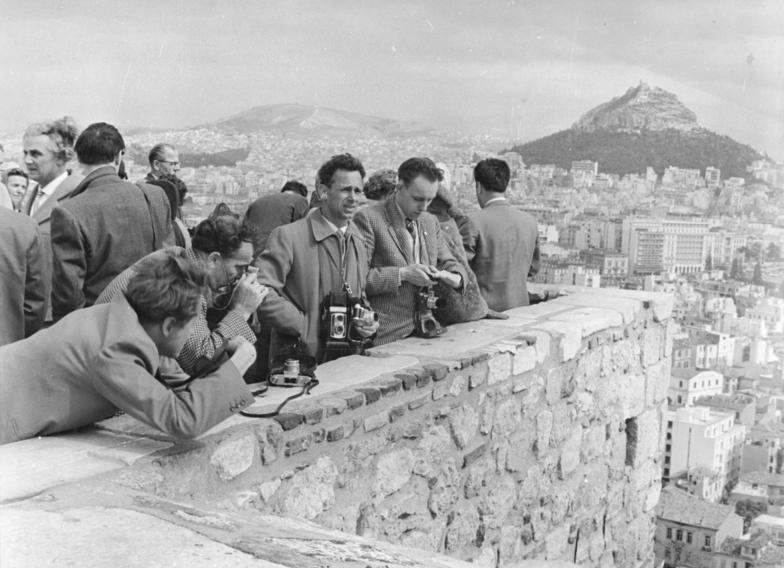
Des photographes devant le mont Lycabette en 1960.

Quelque 2 500 journalistes sont accrédités à Athènes pour couvrir le mariage du roi Constantin II et de la princesse Anne-Marie. Trente tribunes sont, par ailleurs, installées dans la capitale pour accueillir la presse tout au long de la journée du 18 septembre.
Le royaume hellène ne disposant pas encore de service de télévision nationale régulier en 1964, la télévision italienne met en place au sommet du mont Lycabette un poste expérimental qui permet de diffuser en circuit-fermé les images des noces à des milliers de Grecs, parmi lesquels de nombreuses personnes hospitalisées,,. Cette installation permet, en outre, de diffuser la cérémonie à l'étranger grâce au système de l'Eurovision.
Dans les jours qui suivent, le mariage fait les gros titres de la presse internationale. Les magazines hellènes Εικόνες (nos 465, 466 et 467),, Αθηναια (no 2) et Ατλαντις (no 9) consacrent ainsi des unes aux noces royales. En Europe, les revues françaises Paris Match (no 602) et Point de vue (no 850), belge Le Soir illustré (no 1683), espagnoles Garbo (no 602) et ¡Hola! (no 1048) ou italiennes Oggi (no 400) et Gente (no 39) font, par exemple, de même.

## Présents divers
Au moment de l'officialisation de leurs fiançailles, Constantin offre à Anne-Marie une bague sertie de saphirs, qu'elle porte ensuite au quotidien.

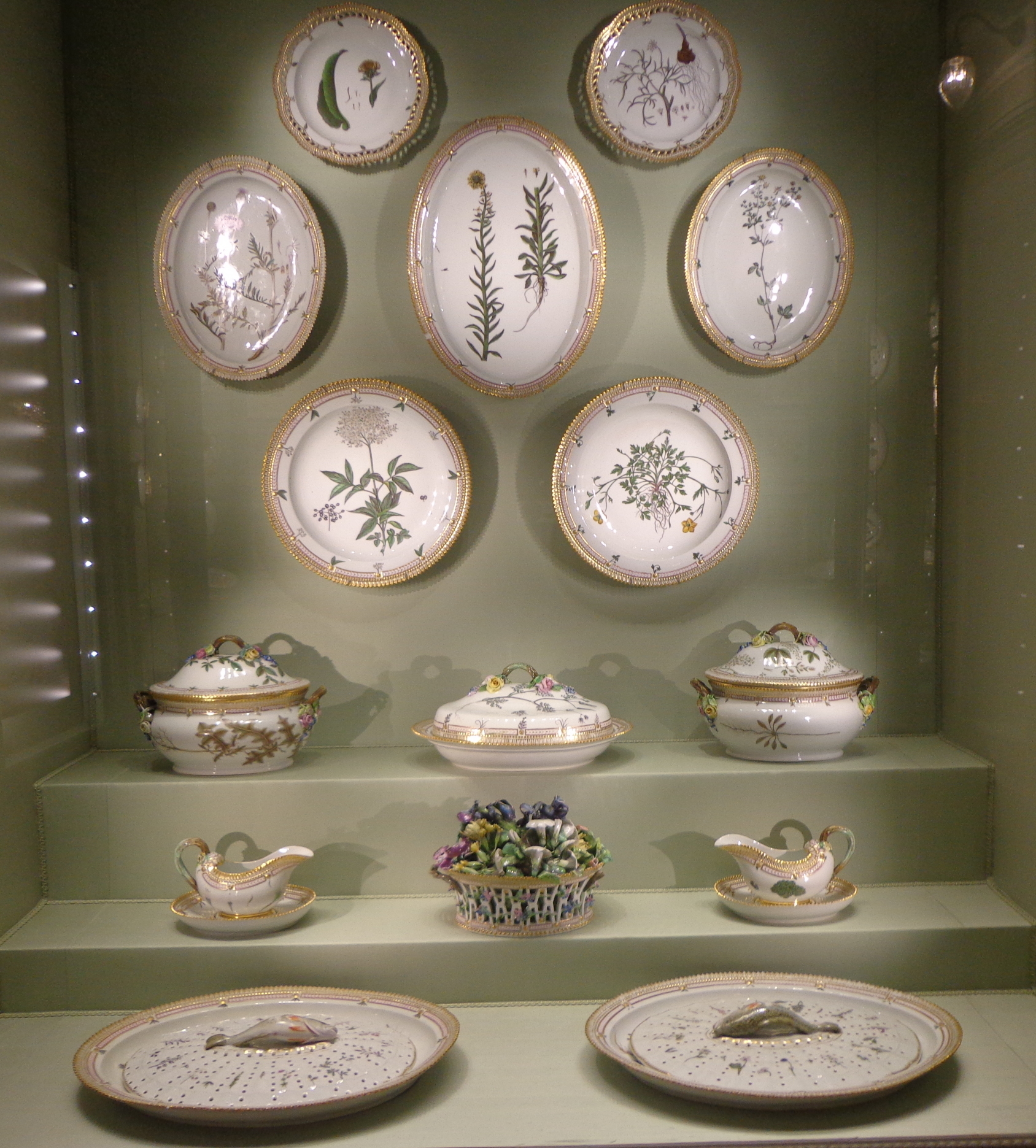
Exemplaire du service de porcelaine Flora Danica exposé à Christiansborg (2013).

Avant le départ de la princesse pour Athènes, 120 entreprises danoises organisent une souscription pour lui offrir une somme d'argent, destinée à permettre à la future reine de soutenir les causes éducatives et caritatives lui tenant à cœur, une fois en Grèce. Pour Tepi Pistofidou, du site The Royal Chronicles, le chèque atteint la somme de 800 000 couronnes. Cependant, pour Jaime Peñafiel, elle n'est que de 25 000 couronnes. L'État danois n'ayant pas coutume de verser aux princesses du pays une véritable dot, Marlene A. Eilers Koenig y voit un substitut à cette coutume. Cependant, la biographe associe à ce chèque une participation financière du roi de Suède, ce qui ne coïncide pas avec ce qu'affirment les autres sources,,.
Le couple royal reçoit, par la suite, de nombreux cadeaux de mariage. Le gouvernement et le parlement danois lui offrent ainsi un service en porcelaine composé de 485 pièces ornées de motifs végétaux danois et fabriquées par la Manufacture royale de Copenhague,. La capitale danoise donne au couple un piano à queue. L'Association des fourreurs du royaume fait présent à Anne-Marie d'un manteau de vison bleu, tandis que les habitants de la municipalité groenlandaise d'Ammassalik donnent au couple une grande peau d'ours blanc. Côté grec, les habitants de l'île de Rhodes offrent au couple un tapis. L'École des beaux-arts fait don d'amphores du IIIe siècle av. J.-C. et les professeurs de l'École supérieure de commerce un tableau du peintre Yannis Tsarouchis.
Nombre de présents proviennent aussi des gouvernements étrangers. Le président américain et son épouse offrent au jeune couple une coupe en argent et une photo de famille signée dans un cadre en argent. Le Premier ministre canadien envoie une écharpe en vison. Le président sud-africain fait cadeau d'un étui à cigarettes en or et le président du Tanganyika d'un panier en ébène et en ivoire. Le général Franco offre une tenture murale en velours brodée avec les emblèmes royaux grecs, le président autrichien un vase en cristal et le président de l'Assemblée nationale bulgare un tapis placé dans un étui en cuir. Enfin, le président turc fait présent d'un tapis en soie et le président pakistanais d'un service à thé.
Parmi les autres cadeaux reçus par le couple royal, apparaissent une icône russe envoyée par le patriarche d'Antioche et un appareil de radio plaqué or issu d'une organisation internationale de navigateurs.

## Postérité

### Voyage de noces
Le déjeuner nuptial terminé, Constantin II et Anne-Marie quittent Athènes à bord d'un avion piloté par le monarque. Ils passent ensuite leur lune de miel sur une petite île grecque du nom de Spetsopoúla. Propriété de l'armateur Stávros Niárchos, elle est mise à disposition du jeune couple pendant plusieurs jours.

### Vie de couple, exil et retour en Grèce

Constantin II et Anne-Marie en compagnie de leurs deux plus jeunes enfants (1986).

Dernière grande cérémonie de l'histoire du royaume de Grèce, le mariage de Constantin II et d'Anne-Marie de Danemark est parfois qualifié de « chant du cygne » de la dynastie hellène,,. Moins d'un an après la célébration des noces royales, le pays sombre, en effet, dans une longue crise politique, due à un conflit opposant le souverain au Premier ministre Geórgios Papandréou. Après deux années de forte instabilité, un groupe d'officiers s'empare finalement du pouvoir le 21 avril 1967. C'est le début de la Dictature des colonels, qui conduit au départ en exil de la famille royale, après une tentative de contre-coup d'État ratée, le 13 décembre 1967.
En dépit de la situation, Constantin II et Anne-Marie restent officiellement roi et reine des Hellènes jusqu'en 1973, date à laquelle ils sont officiellement déposés par les colonels,. Conséquence d'une tentative ratée d'invasion de Chypre, la transition démocratique qui se produit en Grèce l'année suivante confirme l'abolition de la monarchie. Elle maintient, par ailleurs, l'interdiction faite à l'ancienne famille royale de pénétrer dans son pays, hormis pour un bref séjour à l'occasion des funérailles de la reine douairière Frederika, en 1981. Pour le journaliste espagnol Jaime Peñafiel, la contradiction entre la liesse populaire qui a entouré les noces royales en 1964 et le résultat du référendum institutionnel de 1974 illustre la surprenante inconstance des peuples qui, un jour, acclament leurs souverains et, le lendemain, les renversent.
Tout au long de leur mariage, Constantin II et Anne-Marie donnent naissance à cinq enfants : Alexia (1965), Paul (1967), Nikólaos (1969), Théodora (1983) et Phílippos de Grèce (1986). Cependant, la reine des Hellènes subit également deux fausses couches (en 1968 et en 1980), qui l'affectent grandement. Déjà ébranlée par ces événements, la solidité du couple souverain est également mise à l'épreuve par le tempérament volage du roi, dont la presse internationale se fait l'écho au début des années 1970. En 1974, la situation est d'ailleurs si tendue entre les deux époux qu'Anne-Marie envisage de demander le divorce et de retourner vivre au Danemark,. Elle se résout cependant à rester auprès de son mari et leur relation sort finalement renforcée de ces épreuves.
Au début des années 1990, une réconciliation semble s'opérer entre l'ancien monarque et les autorités de la Troisième République hellénique. La maladresse de Constantin II, qui affole les autorités lors du premier voyage qu'il est autorisé à effectuer dans sa patrie d'origine en 1993, et le retour au pouvoir d'Andréas Papandréou, peu de temps après, changent cependant la donne. Sous l'égide du Premier ministre socialiste, les biens de l'ancienne famille royale sont alors confisqués. Surtout, l'ex-roi et ses proches sont privés de leur citoyenneté hellène. Scandalisé par ces décisions, Constantin II se lance dans une longue bataille judiciaire, qui aboutit à la reconnaissance du préjudice subi par sa famille en 2002. Dans ces conditions, l'ancien couple royal peut finalement pénétrer librement en Grèce, ce qu'il fait pour la première fois en 2003.

### Noces d'argent, noces d'or et dernier hommage
En 1989, l'ancien couple royal fête ses noces d'argent au Danemark. En l'honneur de sa fille et de son gendre, la reine Ingrid offre alors un grand dîner pour 400 convives au château de Kronborg, le 16 septembre. Le lendemain, un déjeuner est donné par la reine Margrethe II au château de Frederiksborg. Finalement, un nouveau dîner et un grand bal sont organisés au palais de Fredensborg. Ces festivités réunissent de nombreuses personnalités ayant participé aux noces royales de 1964 (comme le roi Charles XVI Gustave de Suède, la reine Beatrix des Pays-Bas ou le prince Michael de Kent), mais aussi quelques nouveaux venus (comme l'impératrice Farah d'Iran et les enfants du couple).

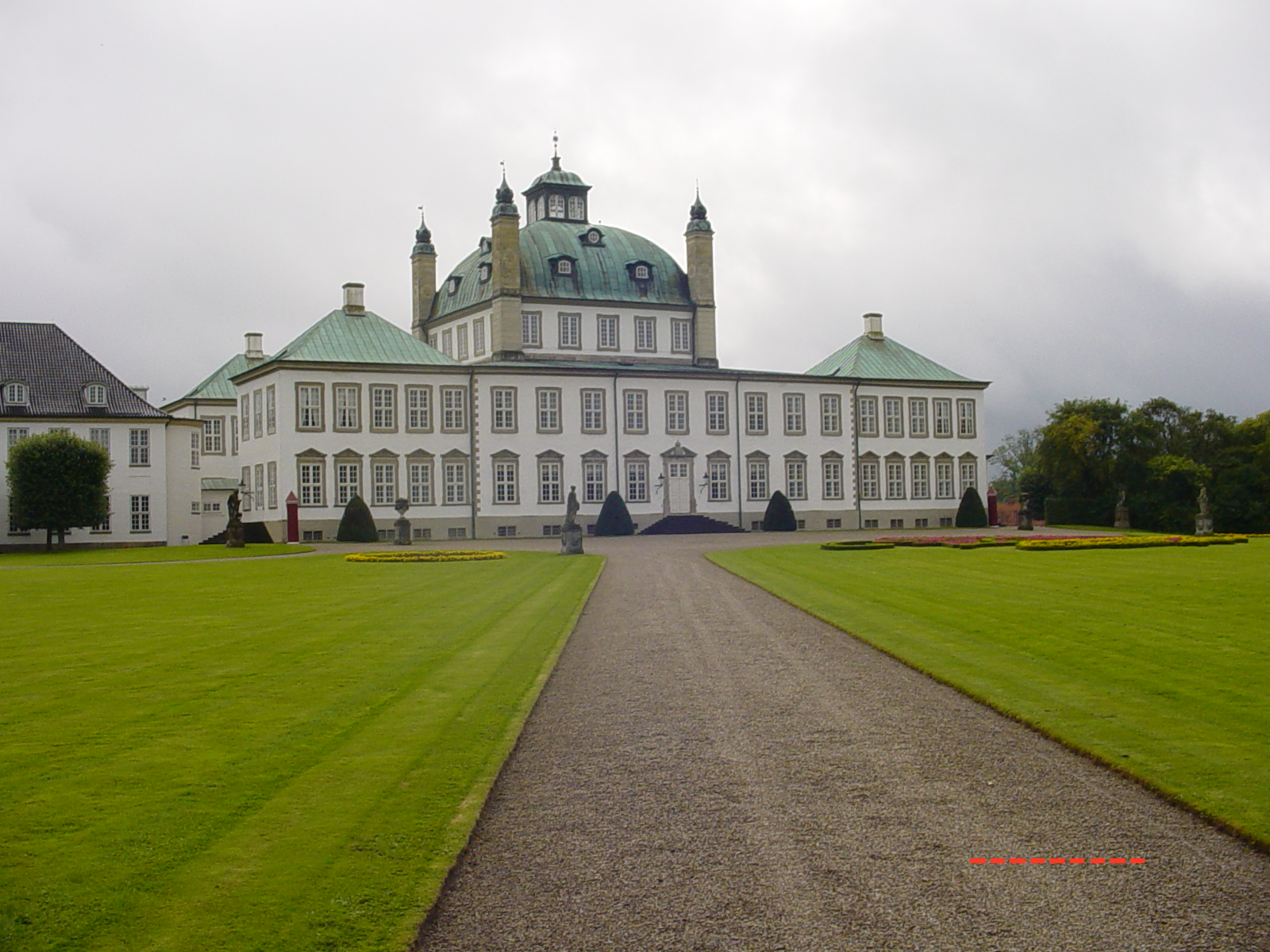
Le palais de Fredensborg (2007).

Revenus vivre en Grèce en 2013, Constantin II et Anne-Marie y fêtent leurs noces d'or l'année suivante. Entourés des membres de l'ancienne famille royale (leurs enfants et petits-enfants, la reine Sophie d'Espagne et la princesse Irène) et de quelques autres personnalités du Gotha (la reine Margrethe II et sa sœur la princesse Benedikte de Danemark ; le roi Siméon II et la reine Margarita de Bulgarie ; le prince Alexandre et la princesse Katherine de Yougoslavie ; la princesse Margareta et le prince Radu de Roumanie ; le prince Ernest-Auguste de Hanovre ; l'infante Elena d'Espagne ; le prince Hassan de Jordanie et son épouse Sarvath Ikramullah), les souverains déchus organisent, le 17 septembre 2014, un dîner informel au musée de l'Acropole, auquel participe une cinquantaine de personnes. Le lendemain, Constantin II et Anne-Marie reçoivent la bénédiction de l'archevêque d'Athènes au cours d'une cérémonie religieuse organisée à la cathédrale métropolitaine, exceptionnellement rouverte pendant ses travaux,. Plus tard dans la journée, ils assistent à une représentation du chanteur Nikolaos Karagkiaouris, avant d'offrir un dîner de gala à plus d'une centaine de personnes au Yacht Club du Pirée,.
En septembre 2019, l'ancien roi et l'ancienne reine des Hellènes fêtent leurs noces d'orchidée, sans qu'aucune célébration ne soit rapportée par les médias qui évoquent l'événement,. La dernière grande commémoration du mariage royal se déroule finalement lors des funérailles de Constantin II, le 16 janvier 2023. Ainsi que l'indique la presse du cœur, Anne-Marie de Danemark fait plusieurs allusions discrètes à leurs épousailles, tout au long de la cérémonie. En mémoire de l'événement, la reine déchue porte ainsi le même pendentif en forme de croix qu'elle arborait le jour de ses noces. Sur la tombe de son époux, elle dépose, en outre, une couronne de muguet, en souvenir de son bouquet de mariée,.

### Redécouverte des objets associés au mariage royal

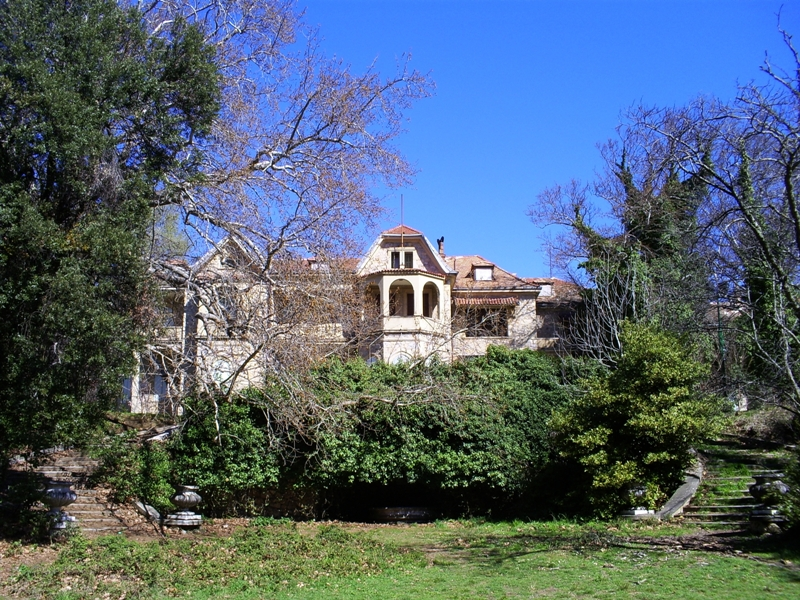
Le palais de Tatoï (ici en 2008) abrite des souvenirs du mariage royal.

En 2020, plusieurs voitures royales sont retrouvées au cours des travaux de conservation du palais de Tatoï. Parmi celles-ci, sont identifiés le carrosse ayant transporté Juan Carlos d'Espagne et Sophie de Grèce le jour de leurs noces, mais aussi le landau emprunté par Constantin II et Anne-Marie de Danemark, le 18 septembre 1964. Retirées des écuries, où elles étaient entreposées dans de mauvaises conditions depuis 1973, les voitures bénéficient alors d'un plan de restauration sous l'égide du ministère grec de la Culture,.
Dans les années qui suivent, d'autres reliques liées aux épousailles du dernier roi et de la dernière reine des Hellènes font leur apparition à Tatoï. En novembre 2023, le journaliste grec Andréas Mégos révèle ainsi que la robe de mariée d'Anne-Marie vient d'être retrouvée dans une valise en métal portant les initiales de la reine,,. Puis, en janvier 2025, le même journaliste fait savoir qu'une autre tenue importante vient d'être exhumée des réserves de Tatoï : il s'agit de la robe portée par Anne-Marie lors du gala prénuptial célébré au palais royal d'Athènes (voir la photographie présente dans l'infobox de cet article).
De manière moins surprenante, les bijoux portés par Anne-Marie lors de ses épousailles reparaissent régulièrement lors des événements associés à l'ancienne famille royale de Grèce. Réalisé par Cartier en 1905, le diadème du khédive d'Égypte est ainsi porté par la princesse Théodora de Grèce lors de son mariage avec l'avocat californien Matthew Kumar, célébré à la cathédrale métropolitaine d'Athènes le 28 septembre 2024. Des années plus tôt, le diadème avait déjà été arboré par sa sœur aînée, la princesse Alexia de Grèce, lors de ses épousailles avec l'architecte espagnol Carlos Morales Quintana, organisées à Londres le 9 juillet 1999.

## Parenté entreConstantinIIet Anne-Marie
Constantin II et Anne-Marie sont doublement cousins au troisième degré. Descendants agnatiques du roi Christian IX de Danemark, surnommé « le beau-père de l'Europe », les époux appartiennent tous deux à la maison de Glücksbourg. Ils sont, par ailleurs, descendants de la reine Victoria du Royaume-Uni, surnommée « la grand-mère de l'Europe ».
|                                                          |                                                          |                                                          |                                                          |                                                          |                                                          |                                          |                                          |                                          |                                          |                            |                            |                                                                 |                                                                 |                                                                 |                                                                 | Christian IX, Roi de Danemark ∞ Louise, Pcesse de Hesse-Cassel                 | Christian IX, Roi de Danemark ∞ Louise, Pcesse de Hesse-Cassel  | Christian IX, Roi de Danemark ∞ Louise, Pcesse de Hesse-Cassel | Christian IX, Roi de Danemark ∞ Louise, Pcesse de Hesse-Cassel | Christian IX, Roi de Danemark ∞ Louise, Pcesse de Hesse-Cassel  | Christian IX, Roi de Danemark ∞ Louise, Pcesse de Hesse-Cassel  |                                                                 |                                                                 |                                                                  |                                                                  |                                                                  |                                                                  | Victoria, Reine du Royaume-Uni ∞ Albert, Pce de Saxe-Cobourg-Gotha | Victoria, Reine du Royaume-Uni ∞ Albert, Pce de Saxe-Cobourg-Gotha | Victoria, Reine du Royaume-Uni ∞ Albert, Pce de Saxe-Cobourg-Gotha | Victoria, Reine du Royaume-Uni ∞ Albert, Pce de Saxe-Cobourg-Gotha | Victoria, Reine du Royaume-Uni ∞ Albert, Pce de Saxe-Cobourg-Gotha          | Victoria, Reine du Royaume-Uni ∞ Albert, Pce de Saxe-Cobourg-Gotha          |                                                                             |                                                                             |                                                                             |                                                                             |                                      |                                      |                                                                |                                                                |                                                                |                                                                |                                                                |                                                                |  |  |  |  |  |  |  |  |  |  |  |  |  |  |  |  |  |  |  |  |  |  |  |  |  |  |  |  |
|                                                          |                                                          |                                                          |                                                          |                                                          |                                                          |                                          |                                          |                                          |                                          |                            |                            |                                                                 |                                                                 |                                                                 |                                                                 | Christian IX, Roi de Danemark ∞ Louise, Pcesse de Hesse-Cassel                 | Christian IX, Roi de Danemark ∞ Louise, Pcesse de Hesse-Cassel  | Christian IX, Roi de Danemark ∞ Louise, Pcesse de Hesse-Cassel | Christian IX, Roi de Danemark ∞ Louise, Pcesse de Hesse-Cassel | Christian IX, Roi de Danemark ∞ Louise, Pcesse de Hesse-Cassel  | Christian IX, Roi de Danemark ∞ Louise, Pcesse de Hesse-Cassel  |                                                                 |                                                                 |                                                                  |                                                                  |                                                                  |                                                                  | Victoria, Reine du Royaume-Uni ∞ Albert, Pce de Saxe-Cobourg-Gotha | Victoria, Reine du Royaume-Uni ∞ Albert, Pce de Saxe-Cobourg-Gotha | Victoria, Reine du Royaume-Uni ∞ Albert, Pce de Saxe-Cobourg-Gotha | Victoria, Reine du Royaume-Uni ∞ Albert, Pce de Saxe-Cobourg-Gotha | Victoria, Reine du Royaume-Uni ∞ Albert, Pce de Saxe-Cobourg-Gotha          | Victoria, Reine du Royaume-Uni ∞ Albert, Pce de Saxe-Cobourg-Gotha          |                                                                             |                                                                             |                                                                             |                                                                             |                                      |                                      |                                                                |                                                                |                                                                |                                                                |                                                                |                                                                |  |  |  |  |  |  |  |  |  |  |  |  |  |  |  |  |  |  |  |  |  |  |  |  |  |  |  |  |
|                                                          |                                                          |                                                          |                                                          |                                                          |                                                          |                                          |                                          |                                          |                                          |                            |                            |                                                                 |                                                                 |                                                                 |                                                                 |                                                                                |                                                                 |                                                                |                                                                |                                                                 |                                                                 |                                                                 |                                                                 |                                                                  |                                                                  |                                                                  |                                                                  |                                                                    |                                                                    |                                                                    |                                                                    |                                                                             |                                                                             |                                                                             |                                                                             |                                                                             |                                                                             |                                      |                                      |                                                                |                                                                |                                                                |                                                                |                                                                |                                                                |  |  |  |  |  |  |  |  |  |  |  |  |  |  |  |  |  |  |  |  |  |  |  |  |  |  |  |  |
|                                                          |                                                          |                                                          |                                                          |                                                          |                                                          |                                          |                                          |                                          |                                          |                            |                            |                                                                 |                                                                 |                                                                 |                                                                 |                                                                                |                                                                 |                                                                |                                                                |                                                                 |                                                                 |                                                                 |                                                                 |                                                                  |                                                                  |                                                                  |                                                                  |                                                                    |                                                                    |                                                                    |                                                                    |                                                                             |                                                                             |                                                                             |                                                                             |                                                                             |                                                                             |                                      |                                      |                                                                |                                                                |                                                                |                                                                |                                                                |                                                                |  |  |  |  |  |  |  |  |  |  |  |  |  |  |  |  |  |  |  |  |  |  |  |  |  |  |  |  |
|                                                          |                                                          |                                                          |                                                          |                                                          |                                                          |                                          |                                          |                                          |                                          |                            |                            |                                                                 |                                                                 |                                                                 |                                                                 |                                                                                |                                                                 |                                                                |                                                                |                                                                 |                                                                 |                                                                 |                                                                 |                                                                  |                                                                  |                                                                  |                                                                  |                                                                    |                                                                    |                                                                    |                                                                    |                                                                             |                                                                             |                                                                             |                                                                             |                                                                             |                                                                             |                                      |                                      |                                                                |                                                                |                                                                |                                                                |                                                                |                                                                |  |  |  |  |  |  |  |  |  |  |  |  |  |  |  |  |  |  |  |  |  |  |  |  |  |  |  |  |
|                                                          |                                                          |                                                          |                                                          |                                                          |                                                          |                                          |                                          |                                          |                                          |                            |                            |                                                                 |                                                                 |                                                                 |                                                                 |                                                                                |                                                                 |                                                                |                                                                |                                                                 |                                                                 |                                                                 |                                                                 |                                                                  |                                                                  |                                                                  |                                                                  |                                                                    |                                                                    |                                                                    |                                                                    |                                                                             |                                                                             |                                                                             |                                                                             |                                                                             |                                                                             |                                      |                                      |                                                                |                                                                |                                                                |                                                                |                                                                |                                                                |  |  |  |  |  |  |  |  |  |  |  |  |  |  |  |  |  |  |  |  |  |  |  |  |  |  |  |  |
| Georges Ier, Roi des Hellènes ∞ Olga, Gde-Dsse de Russie | Georges Ier, Roi des Hellènes ∞ Olga, Gde-Dsse de Russie | Georges Ier, Roi des Hellènes ∞ Olga, Gde-Dsse de Russie | Georges Ier, Roi des Hellènes ∞ Olga, Gde-Dsse de Russie | Georges Ier, Roi des Hellènes ∞ Olga, Gde-Dsse de Russie | Georges Ier, Roi des Hellènes ∞ Olga, Gde-Dsse de Russie |                                          |                                          |                                          |                                          |                            |                            | Victoria, Pcesse royale du R.U. ∞ Frédéric III, Kaiser allemand | Victoria, Pcesse royale du R.U. ∞ Frédéric III, Kaiser allemand | Victoria, Pcesse royale du R.U. ∞ Frédéric III, Kaiser allemand | Victoria, Pcesse royale du R.U. ∞ Frédéric III, Kaiser allemand | Victoria, Pcesse royale du R.U. ∞ Frédéric III, Kaiser allemand                | Victoria, Pcesse royale du R.U. ∞ Frédéric III, Kaiser allemand |                                                                |                                                                |                                                                 |                                                                 |                                                                 |                                                                 | Thyra, Pcesse de Danemark ∞ Ernest-Auguste, Pce royal de Hanovre | Thyra, Pcesse de Danemark ∞ Ernest-Auguste, Pce royal de Hanovre | Thyra, Pcesse de Danemark ∞ Ernest-Auguste, Pce royal de Hanovre | Thyra, Pcesse de Danemark ∞ Ernest-Auguste, Pce royal de Hanovre | Thyra, Pcesse de Danemark ∞ Ernest-Auguste, Pce royal de Hanovre   | Thyra, Pcesse de Danemark ∞ Ernest-Auguste, Pce royal de Hanovre   |                                                                    |                                                                    | Frédéric VIII, Roi de Danemark ∞ Louise, Pcesse de Suède                    | Frédéric VIII, Roi de Danemark ∞ Louise, Pcesse de Suède                    | Frédéric VIII, Roi de Danemark ∞ Louise, Pcesse de Suède                    | Frédéric VIII, Roi de Danemark ∞ Louise, Pcesse de Suède                    | Frédéric VIII, Roi de Danemark ∞ Louise, Pcesse de Suède                    | Frédéric VIII, Roi de Danemark ∞ Louise, Pcesse de Suède                    |                                      |                                      | Arthur, Duc de Connaught ∞ Louise-Marguerite, Pcesse de Prusse | Arthur, Duc de Connaught ∞ Louise-Marguerite, Pcesse de Prusse | Arthur, Duc de Connaught ∞ Louise-Marguerite, Pcesse de Prusse | Arthur, Duc de Connaught ∞ Louise-Marguerite, Pcesse de Prusse | Arthur, Duc de Connaught ∞ Louise-Marguerite, Pcesse de Prusse | Arthur, Duc de Connaught ∞ Louise-Marguerite, Pcesse de Prusse |  |  |  |  |  |  |  |  |  |  |  |  |  |  |  |  |  |  |  |  |  |  |  |  |  |  |  |  |
| Georges Ier, Roi des Hellènes ∞ Olga, Gde-Dsse de Russie | Georges Ier, Roi des Hellènes ∞ Olga, Gde-Dsse de Russie | Georges Ier, Roi des Hellènes ∞ Olga, Gde-Dsse de Russie | Georges Ier, Roi des Hellènes ∞ Olga, Gde-Dsse de Russie | Georges Ier, Roi des Hellènes ∞ Olga, Gde-Dsse de Russie | Georges Ier, Roi des Hellènes ∞ Olga, Gde-Dsse de Russie |                                          |                                          |                                          |                                          |                            |                            | Victoria, Pcesse royale du R.U. ∞ Frédéric III, Kaiser allemand | Victoria, Pcesse royale du R.U. ∞ Frédéric III, Kaiser allemand | Victoria, Pcesse royale du R.U. ∞ Frédéric III, Kaiser allemand | Victoria, Pcesse royale du R.U. ∞ Frédéric III, Kaiser allemand | Victoria, Pcesse royale du R.U. ∞ Frédéric III, Kaiser allemand                | Victoria, Pcesse royale du R.U. ∞ Frédéric III, Kaiser allemand |                                                                |                                                                |                                                                 |                                                                 |                                                                 |                                                                 | Thyra, Pcesse de Danemark ∞ Ernest-Auguste, Pce royal de Hanovre | Thyra, Pcesse de Danemark ∞ Ernest-Auguste, Pce royal de Hanovre | Thyra, Pcesse de Danemark ∞ Ernest-Auguste, Pce royal de Hanovre | Thyra, Pcesse de Danemark ∞ Ernest-Auguste, Pce royal de Hanovre | Thyra, Pcesse de Danemark ∞ Ernest-Auguste, Pce royal de Hanovre   | Thyra, Pcesse de Danemark ∞ Ernest-Auguste, Pce royal de Hanovre   |                                                                    |                                                                    | Frédéric VIII, Roi de Danemark ∞ Louise, Pcesse de Suède                    | Frédéric VIII, Roi de Danemark ∞ Louise, Pcesse de Suède                    | Frédéric VIII, Roi de Danemark ∞ Louise, Pcesse de Suède                    | Frédéric VIII, Roi de Danemark ∞ Louise, Pcesse de Suède                    | Frédéric VIII, Roi de Danemark ∞ Louise, Pcesse de Suède                    | Frédéric VIII, Roi de Danemark ∞ Louise, Pcesse de Suède                    |                                      |                                      | Arthur, Duc de Connaught ∞ Louise-Marguerite, Pcesse de Prusse | Arthur, Duc de Connaught ∞ Louise-Marguerite, Pcesse de Prusse | Arthur, Duc de Connaught ∞ Louise-Marguerite, Pcesse de Prusse | Arthur, Duc de Connaught ∞ Louise-Marguerite, Pcesse de Prusse | Arthur, Duc de Connaught ∞ Louise-Marguerite, Pcesse de Prusse | Arthur, Duc de Connaught ∞ Louise-Marguerite, Pcesse de Prusse |  |  |  |  |  |  |  |  |  |  |  |  |  |  |  |  |  |  |  |  |  |  |  |  |  |  |  |  |
|                                                          |                                                          |                                                          |                                                          |                                                          |                                                          |                                          |                                          |                                          |                                          |                            |                            |                                                                 |                                                                 |                                                                 |                                                                 |                                                                                |                                                                 |                                                                |                                                                |                                                                 |                                                                 |                                                                 |                                                                 |                                                                  |                                                                  |                                                                  |                                                                  |                                                                    |                                                                    |                                                                    |                                                                    |                                                                             |                                                                             |                                                                             |                                                                             |                                                                             |                                                                             |                                      |                                      |                                                                |                                                                |                                                                |                                                                |                                                                |                                                                |  |  |  |  |  |  |  |  |  |  |  |  |  |  |  |  |  |  |  |  |  |  |  |  |  |  |  |  |
|                                                          |                                                          |                                                          |                                                          |                                                          |                                                          |                                          |                                          |                                          |                                          |                            |                            |                                                                 |                                                                 |                                                                 |                                                                 | Guillaume II, Kaiser allemand ∞ Augusta-Victoria, Pcesse de Schleswig-Holstein |                                                                 |                                                                |                                                                |                                                                 |                                                                 |                                                                 |                                                                 |                                                                  |                                                                  |                                                                  |                                                                  |                                                                    |                                                                    |                                                                    |                                                                    |                                                                             |                                                                             |                                                                             |                                                                             |                                                                             |                                                                             |                                      |                                      |                                                                |                                                                |                                                                |                                                                |                                                                |                                                                |  |  |  |  |  |  |  |  |  |  |  |  |  |  |  |  |  |  |  |  |  |  |  |  |  |  |  |  |
|                                                          |                                                          |                                                          |                                                          |                                                          |                                                          |                                          |                                          |                                          |                                          |                            |                            |                                                                 |                                                                 |                                                                 |                                                                 |                                                                                |                                                                 |                                                                |                                                                |                                                                 |                                                                 |                                                                 |                                                                 |                                                                  |                                                                  |                                                                  |                                                                  |                                                                    |                                                                    |                                                                    |                                                                    |                                                                             |                                                                             |                                                                             |                                                                             |                                                                             |                                                                             |                                      |                                      |                                                                |                                                                |                                                                |                                                                |                                                                |                                                                |  |  |  |  |  |  |  |  |  |  |  |  |  |  |  |  |  |  |  |  |  |  |  |  |  |  |  |  |
| Constantin Ier, Roi des Hellènes                         | Constantin Ier, Roi des Hellènes                         | Constantin Ier, Roi des Hellènes                         | Constantin Ier, Roi des Hellènes                         | Constantin Ier, Roi des Hellènes                         | Constantin Ier, Roi des Hellènes                         |                                          |                                          | Sophie, Pcesse de Prusse                 | Sophie, Pcesse de Prusse                 | Sophie, Pcesse de Prusse   | Sophie, Pcesse de Prusse   | Sophie, Pcesse de Prusse                                        | Sophie, Pcesse de Prusse                                        |                                                                 |                                                                 | Victoria-Louise, Pcesse de Prusse                                              | Victoria-Louise, Pcesse de Prusse                               | Victoria-Louise, Pcesse de Prusse                              | Victoria-Louise, Pcesse de Prusse                              | Victoria-Louise, Pcesse de Prusse                               | Victoria-Louise, Pcesse de Prusse                               |                                                                 |                                                                 | Ernest-Auguste, Duc de Brunswick                                 | Ernest-Auguste, Duc de Brunswick                                 | Ernest-Auguste, Duc de Brunswick                                 | Ernest-Auguste, Duc de Brunswick                                 | Ernest-Auguste, Duc de Brunswick                                   | Ernest-Auguste, Duc de Brunswick                                   |                                                                    |                                                                    | Christian X, Roi de Danemark ∞ Alexandrine, Pcesse de Mecklembourg-Schwerin | Christian X, Roi de Danemark ∞ Alexandrine, Pcesse de Mecklembourg-Schwerin | Christian X, Roi de Danemark ∞ Alexandrine, Pcesse de Mecklembourg-Schwerin | Christian X, Roi de Danemark ∞ Alexandrine, Pcesse de Mecklembourg-Schwerin | Christian X, Roi de Danemark ∞ Alexandrine, Pcesse de Mecklembourg-Schwerin | Christian X, Roi de Danemark ∞ Alexandrine, Pcesse de Mecklembourg-Schwerin |                                      |                                      | Margaret, Pcesse du R.U. ∞ Gustave VI Adolphe, Roi de Suède    | Margaret, Pcesse du R.U. ∞ Gustave VI Adolphe, Roi de Suède    | Margaret, Pcesse du R.U. ∞ Gustave VI Adolphe, Roi de Suède    | Margaret, Pcesse du R.U. ∞ Gustave VI Adolphe, Roi de Suède    | Margaret, Pcesse du R.U. ∞ Gustave VI Adolphe, Roi de Suède    | Margaret, Pcesse du R.U. ∞ Gustave VI Adolphe, Roi de Suède    |  |  |  |  |  |  |  |  |  |  |  |  |  |  |  |  |  |  |  |  |  |  |  |  |  |  |  |  |
| Constantin Ier, Roi des Hellènes                         | Constantin Ier, Roi des Hellènes                         | Constantin Ier, Roi des Hellènes                         | Constantin Ier, Roi des Hellènes                         | Constantin Ier, Roi des Hellènes                         | Constantin Ier, Roi des Hellènes                         |                                          |                                          | Sophie, Pcesse de Prusse                 | Sophie, Pcesse de Prusse                 | Sophie, Pcesse de Prusse   | Sophie, Pcesse de Prusse   | Sophie, Pcesse de Prusse                                        | Sophie, Pcesse de Prusse                                        |                                                                 |                                                                 | Victoria-Louise, Pcesse de Prusse                                              | Victoria-Louise, Pcesse de Prusse                               | Victoria-Louise, Pcesse de Prusse                              | Victoria-Louise, Pcesse de Prusse                              | Victoria-Louise, Pcesse de Prusse                               | Victoria-Louise, Pcesse de Prusse                               |                                                                 |                                                                 | Ernest-Auguste, Duc de Brunswick                                 | Ernest-Auguste, Duc de Brunswick                                 | Ernest-Auguste, Duc de Brunswick                                 | Ernest-Auguste, Duc de Brunswick                                 | Ernest-Auguste, Duc de Brunswick                                   | Ernest-Auguste, Duc de Brunswick                                   |                                                                    |                                                                    | Christian X, Roi de Danemark ∞ Alexandrine, Pcesse de Mecklembourg-Schwerin | Christian X, Roi de Danemark ∞ Alexandrine, Pcesse de Mecklembourg-Schwerin | Christian X, Roi de Danemark ∞ Alexandrine, Pcesse de Mecklembourg-Schwerin | Christian X, Roi de Danemark ∞ Alexandrine, Pcesse de Mecklembourg-Schwerin | Christian X, Roi de Danemark ∞ Alexandrine, Pcesse de Mecklembourg-Schwerin | Christian X, Roi de Danemark ∞ Alexandrine, Pcesse de Mecklembourg-Schwerin |                                      |                                      | Margaret, Pcesse du R.U. ∞ Gustave VI Adolphe, Roi de Suède    | Margaret, Pcesse du R.U. ∞ Gustave VI Adolphe, Roi de Suède    | Margaret, Pcesse du R.U. ∞ Gustave VI Adolphe, Roi de Suède    | Margaret, Pcesse du R.U. ∞ Gustave VI Adolphe, Roi de Suède    | Margaret, Pcesse du R.U. ∞ Gustave VI Adolphe, Roi de Suède    | Margaret, Pcesse du R.U. ∞ Gustave VI Adolphe, Roi de Suède    |  |  |  |  |  |  |  |  |  |  |  |  |  |  |  |  |  |  |  |  |  |  |  |  |  |  |  |  |
|                                                          |                                                          |                                                          |                                                          |                                                          |                                                          |                                          |                                          |                                          |                                          |                            |                            |                                                                 |                                                                 |                                                                 |                                                                 |                                                                                |                                                                 |                                                                |                                                                |                                                                 |                                                                 |                                                                 |                                                                 |                                                                  |                                                                  |                                                                  |                                                                  |                                                                    |                                                                    |                                                                    |                                                                    |                                                                             |                                                                             |                                                                             |                                                                             |                                                                             |                                                                             |                                      |                                      |                                                                |                                                                |                                                                |                                                                |                                                                |                                                                |  |  |  |  |  |  |  |  |  |  |  |  |  |  |  |  |  |  |  |  |  |  |  |  |  |  |  |  |
|                                                          |                                                          |                                                          |                                                          |                                                          |                                                          |                                          |                                          |                                          |                                          |                            |                            |                                                                 |                                                                 |                                                                 |                                                                 |                                                                                |                                                                 |                                                                |                                                                |                                                                 |                                                                 |                                                                 |                                                                 |                                                                  |                                                                  |                                                                  |                                                                  |                                                                    |                                                                    |                                                                    |                                                                    |                                                                             |                                                                             |                                                                             |                                                                             |                                                                             |                                                                             |                                      |                                      |                                                                |                                                                |                                                                |                                                                |                                                                |                                                                |  |  |  |  |  |  |  |  |  |  |  |  |  |  |  |  |  |  |  |  |  |  |  |  |  |  |  |  |
|                                                          |                                                          |                                                          |                                                          |                                                          |                                                          |                                          |                                          | Paul Ier, Roi des Hellènes               | Paul Ier, Roi des Hellènes               | Paul Ier, Roi des Hellènes | Paul Ier, Roi des Hellènes | Paul Ier, Roi des Hellènes                                      | Paul Ier, Roi des Hellènes                                      |                                                                 |                                                                 | Frederika, Pcesse de Hanovre                                                   | Frederika, Pcesse de Hanovre                                    | Frederika, Pcesse de Hanovre                                   | Frederika, Pcesse de Hanovre                                   | Frederika, Pcesse de Hanovre                                    | Frederika, Pcesse de Hanovre                                    |                                                                 |                                                                 |                                                                  |                                                                  |                                                                  |                                                                  |                                                                    |                                                                    |                                                                    |                                                                    | Frédéric IX, Roi de Danemark                                                | Frédéric IX, Roi de Danemark                                                | Frédéric IX, Roi de Danemark                                                | Frédéric IX, Roi de Danemark                                                | Frédéric IX, Roi de Danemark                                                | Frédéric IX, Roi de Danemark                                                |                                      |                                      | Ingrid, Pcesse de Suède                                        | Ingrid, Pcesse de Suède                                        | Ingrid, Pcesse de Suède                                        | Ingrid, Pcesse de Suède                                        | Ingrid, Pcesse de Suède                                        | Ingrid, Pcesse de Suède                                        |  |  |  |  |  |  |  |  |  |  |  |  |  |  |  |  |  |  |  |  |  |  |  |  |  |  |  |  |
|                                                          |                                                          |                                                          |                                                          |                                                          |                                                          |                                          |                                          | Paul Ier, Roi des Hellènes               | Paul Ier, Roi des Hellènes               | Paul Ier, Roi des Hellènes | Paul Ier, Roi des Hellènes | Paul Ier, Roi des Hellènes                                      | Paul Ier, Roi des Hellènes                                      |                                                                 |                                                                 | Frederika, Pcesse de Hanovre                                                   | Frederika, Pcesse de Hanovre                                    | Frederika, Pcesse de Hanovre                                   | Frederika, Pcesse de Hanovre                                   | Frederika, Pcesse de Hanovre                                    | Frederika, Pcesse de Hanovre                                    |                                                                 |                                                                 |                                                                  |                                                                  |                                                                  |                                                                  |                                                                    |                                                                    |                                                                    |                                                                    | Frédéric IX, Roi de Danemark                                                | Frédéric IX, Roi de Danemark                                                | Frédéric IX, Roi de Danemark                                                | Frédéric IX, Roi de Danemark                                                | Frédéric IX, Roi de Danemark                                                | Frédéric IX, Roi de Danemark                                                |                                      |                                      | Ingrid, Pcesse de Suède                                        | Ingrid, Pcesse de Suède                                        | Ingrid, Pcesse de Suède                                        | Ingrid, Pcesse de Suède                                        | Ingrid, Pcesse de Suède                                        | Ingrid, Pcesse de Suède                                        |  |  |  |  |  |  |  |  |  |  |  |  |  |  |  |  |  |  |  |  |  |  |  |  |  |  |  |  |
|                                                          |                                                          |                                                          |                                                          |                                                          |                                                          |                                          |                                          |                                          |                                          |                            |                            |                                                                 |                                                                 |                                                                 |                                                                 |                                                                                |                                                                 |                                                                |                                                                |                                                                 |                                                                 |                                                                 |                                                                 |                                                                  |                                                                  |                                                                  |                                                                  |                                                                    |                                                                    |                                                                    |                                                                    |                                                                             |                                                                             |                                                                             |                                                                             |                                                                             |                                                                             |                                      |                                      |                                                                |                                                                |                                                                |                                                                |                                                                |                                                                |  |  |  |  |  |  |  |  |  |  |  |  |  |  |  |  |  |  |  |  |  |  |  |  |  |  |  |  |
|                                                          |                                                          |                                                          |                                                          |                                                          |                                                          |                                          |                                          |                                          |                                          |                            |                            |                                                                 |                                                                 |                                                                 |                                                                 |                                                                                |                                                                 |                                                                |                                                                |                                                                 |                                                                 |                                                                 |                                                                 |                                                                  |                                                                  |                                                                  |                                                                  |                                                                    |                                                                    |                                                                    |                                                                    |                                                                             |                                                                             |                                                                             |                                                                             |                                                                             |                                                                             |                                      |                                      |                                                                |                                                                |                                                                |                                                                |                                                                |                                                                |  |  |  |  |  |  |  |  |  |  |  |  |  |  |  |  |  |  |  |  |  |  |  |  |  |  |  |  |
|                                                          |                                                          |                                                          |                                                          |                                                          |                                                          |                                          |                                          |                                          |                                          |                            |                            |                                                                 |                                                                 |                                                                 |                                                                 | Constantin II, Roi des Hellènes                                                | Constantin II, Roi des Hellènes                                 | Constantin II, Roi des Hellènes                                | Constantin II, Roi des Hellènes                                | Constantin II, Roi des Hellènes                                 | Constantin II, Roi des Hellènes                                 |                                                                 |                                                                 | Anne-Marie, Pcesse de Danemark                                   | Anne-Marie, Pcesse de Danemark                                   | Anne-Marie, Pcesse de Danemark                                   | Anne-Marie, Pcesse de Danemark                                   | Anne-Marie, Pcesse de Danemark                                     | Anne-Marie, Pcesse de Danemark                                     |                                                                    |                                                                    |                                                                             |                                                                             |                                                                             |                                                                             |                                                                             |                                                                             |                                      |                                      |                                                                |                                                                |                                                                |                                                                |                                                                |                                                                |  |  |  |  |  |  |  |  |  |  |  |  |  |  |  |  |  |  |  |  |  |  |  |  |  |  |  |  |
|                                                          |                                                          |                                                          |                                                          |                                                          |                                                          |                                          |                                          |                                          |                                          |                            |                            |                                                                 |                                                                 |                                                                 |                                                                 | Constantin II, Roi des Hellènes                                                | Constantin II, Roi des Hellènes                                 | Constantin II, Roi des Hellènes                                | Constantin II, Roi des Hellènes                                | Constantin II, Roi des Hellènes                                 | Constantin II, Roi des Hellènes                                 |                                                                 |                                                                 | Anne-Marie, Pcesse de Danemark                                   | Anne-Marie, Pcesse de Danemark                                   | Anne-Marie, Pcesse de Danemark                                   | Anne-Marie, Pcesse de Danemark                                   | Anne-Marie, Pcesse de Danemark                                     | Anne-Marie, Pcesse de Danemark                                     |                                                                    |                                                                    |                                                                             |                                                                             |                                                                             |                                                                             |                                                                             |                                                                             |                                      |                                      |                                                                |                                                                |                                                                |                                                                |                                                                |                                                                |  |  |  |  |  |  |  |  |  |  |  |  |  |  |  |  |  |  |  |  |  |  |  |  |  |  |  |  |
|                                                          |                                                          |                                                          |                                                          |                                                          |                                                          |                                          |                                          |                                          |                                          |                            |                            |                                                                 |                                                                 |                                                                 |                                                                 |                                                                                |                                                                 |                                                                |                                                                |                                                                 |                                                                 |                                                                 |                                                                 |                                                                  |                                                                  |                                                                  |                                                                  |                                                                    |                                                                    |                                                                    |                                                                    |                                                                             |                                                                             |                                                                             |                                                                             |                                                                             |                                                                             |                                      |                                      |                                                                |                                                                |                                                                |                                                                |                                                                |                                                                |  |  |  |  |  |  |  |  |  |  |  |  |  |  |  |  |  |  |  |  |  |  |  |  |  |  |  |  |
|                                                          |                                                          |                                                          |                                                          |                                                          |                                                          |                                          |                                          |                                          |                                          |                            |                            |                                                                 |                                                                 |                                                                 |                                                                 |                                                                                |                                                                 |                                                                |                                                                |                                                                 |                                                                 |                                                                 |                                                                 |                                                                  |                                                                  |                                                                  |                                                                  |                                                                    |                                                                    |                                                                    |                                                                    |                                                                             |                                                                             |                                                                             |                                                                             |                                                                             |                                                                             |                                      |                                      |                                                                |                                                                |                                                                |                                                                |                                                                |                                                                |  |  |  |  |  |  |  |  |  |  |  |  |  |  |  |  |  |  |  |  |  |  |  |  |  |  |  |  |
|                                                          |                                                          |                                                          |                                                          | Alexia, Pcesse de Grèce ∞ Carlos Morales                 | Alexia, Pcesse de Grèce ∞ Carlos Morales                 | Alexia, Pcesse de Grèce ∞ Carlos Morales | Alexia, Pcesse de Grèce ∞ Carlos Morales | Alexia, Pcesse de Grèce ∞ Carlos Morales | Alexia, Pcesse de Grèce ∞ Carlos Morales |                            |                            | Paul, Diadoque de Grèce ∞ Marie-Chantal Miller                  | Paul, Diadoque de Grèce ∞ Marie-Chantal Miller                  | Paul, Diadoque de Grèce ∞ Marie-Chantal Miller                  | Paul, Diadoque de Grèce ∞ Marie-Chantal Miller                  | Paul, Diadoque de Grèce ∞ Marie-Chantal Miller                                 | Paul, Diadoque de Grèce ∞ Marie-Chantal Miller                  |                                                                |                                                                | Nikólaos Pce de Grèce ∞ Tatiana Blatnik ∞ Chrysí Vardinogiánnis | Nikólaos Pce de Grèce ∞ Tatiana Blatnik ∞ Chrysí Vardinogiánnis | Nikólaos Pce de Grèce ∞ Tatiana Blatnik ∞ Chrysí Vardinogiánnis | Nikólaos Pce de Grèce ∞ Tatiana Blatnik ∞ Chrysí Vardinogiánnis | Nikólaos Pce de Grèce ∞ Tatiana Blatnik ∞ Chrysí Vardinogiánnis  | Nikólaos Pce de Grèce ∞ Tatiana Blatnik ∞ Chrysí Vardinogiánnis  |                                                                  |                                                                  | Théodora, Pcesse de Grèce ∞ Matthew Kumar                          | Théodora, Pcesse de Grèce ∞ Matthew Kumar                          | Théodora, Pcesse de Grèce ∞ Matthew Kumar                          | Théodora, Pcesse de Grèce ∞ Matthew Kumar                          | Théodora, Pcesse de Grèce ∞ Matthew Kumar                                   | Théodora, Pcesse de Grèce ∞ Matthew Kumar                                   |                                                                             |                                                                             | Phílippos, Pce de Grèce ∞ Nina Flohr                                        | Phílippos, Pce de Grèce ∞ Nina Flohr                                        | Phílippos, Pce de Grèce ∞ Nina Flohr | Phílippos, Pce de Grèce ∞ Nina Flohr | Phílippos, Pce de Grèce ∞ Nina Flohr                           | Phílippos, Pce de Grèce ∞ Nina Flohr                           |                                                                |                                                                |                                                                |                                                                |  |  |  |  |  |  |  |  |  |  |  |  |  |  |  |  |  |  |  |  |  |  |  |  |  |  |  |  |

## Dans la culture populaire

### Philatélie
En 1964, une série de timbres commémoratifs à l'effigie de Constantin II et d'Anne-Marie est émise par la Poste grecque à l'occasion de leur mariage,.

### Numismatique

Le monogramme du couple royal.

Au Danemark, une pièce commémorative de 5 couronnes en argent est émise à l'occasion du mariage d'Anne-Marie, en 1964. À l'avers, elle montre la princesse et, au revers, son père, le roi Frédéric IX.
En Grèce, une pièce commémorative de 30 drachmes en argent représentant Constantin II et Anne-Marie est également émise à l'occasion de leur union.

### Souvenirs et produits dérivés
De nombreux souvenirs et produits dérivés à l'effigie de Constantin II et d'Anne-Marie sont commercialisés à l'occasion de leur mariage ; parmi ceux-ci, des assiettes, des mugs, des fanions, des pin's ou un View-Master.
Lors des fêtes de fin d'année 1964, le couple royal utilise des photos de son mariage pour illustrer les cartes de vœux qu'il envoie à ses correspondants.

### Exposition
En 2016, la galerie des costumes du musée d'Amalienborg présente une exposition consacrée aux robes de mariées de la famille royale de Danemark. À l'époque, la robe portée par Anne-Marie en 1964 est encore perdue et l'exposition doit se contenter de montrer une photo du couple royal prise lors de ses épousailles, ainsi que les tenues qu'il portait lors de ses noces d'argent, en 1989.

### Documentaires
En 1964, un documentaire danois de 35 minutes est consacré aux noces royales. Réalisé par Helge Robbert, il est intitulé Kongebryllup i Athen (en français « Mariage royal à Athènes »).
En 1993, le journaliste espagnol Jaime Peñafiel consacre le treizième épisode (intitulé « Constantino y Ana Maria - Una tragedia griega ») de sa série documentaire Mis Bodas reales au mariage de Constantin II et d'Anne-Marie,.
En 1998, Helle Bygum réalise un documentaire intitulé Bryllupper i Kongehuset (en français « Mariages de la Maison royale ») pour la chaîne danoise DR. Il traite, en partie, des noces de Constantin II et d'Anne-Marie.
Le roi Constantin II et la reine Anne-Marie racontent leurs fiançailles et leur mariage dans le cinquième épisode (« Shaky Thrones ») de la série documentaire danoise A Royal Family (2003) d'Anna Lerche et Marcus Mandal.

### Série télévisée
Le mariage de Constantin II et d'Anne-Marie est évoqué brièvement dans le troisième épisode (« L'Amour ou la Couronne ») de la série télévisée norvégienne La Roturière (2025). Le prince Harald de Norvège apparaît alors au bras de la princesse Tatiana Radziwill.

### Programme du mariage
- Cérémonial de la Solennité du mariage de Sa Majesté le Roi des Hellènes Constantin avec Son Altesse Royale la Princesse Anne-Marie de Danemark : 18 septembre 1964, Maison du Roi, 1964, 16 p..

### Mémoires et souvenirs des participants au mariage
- Jacques Baeyens, « Constantin II, roi des Hellènes », dans Au Bout du quai : Souvenirs irrespectueux d'un diplomate, Paris, Fayard, 1975, 343 p. (ISBN 2213002576), p. 306-324.
- (el) Βασιλεύς Κωνσταντίνος, Χωρίς Τίτλο [« Sans titre »], t. I, II et III, Athènes, Εκδόσεις Το Βήμα,‎ 2015, 411 p. (ISBN 978-960-503-693-5).
- Michel de Grèce, Avec ou sans couronne, Paris, Stock, 2019, 432 p. (ISBN 2234085187).
- (en) Queen Frederica of the Hellenes, A Measure of Understanding, Londres, MacMillan, 1971, 270 p. (ISBN 0333124545).
- (en) Earl Mountbatten of Burma, From Shore to Shore : The Final Years, Londres, Collins, 1989, 402 p. (ISBN 0002176068).

### Sur le mariage royal
- (en) Bruce Clarke, « A Wedding and Four Funerals 1960-2000 », dans Athens : City of Wisdom, New York, Pegasus Books, 2022, 624 p. (ISBN 1643138758).
- (en) Marlene A. Eilers Koenig, « A Royal Golden Wedding », Eurohistory: The European Royal History Journal, vol. 17.6, no CII,‎ décembre 2014, p. 3-9.
- (da) Niels Kølle, Fra prinsesse til dronning : Anne-Maries bryllup [« De princesse à reine : le mariage d'Anne-Marie »], Illustrationsforlaget, 1964 (OCLC 8048473, lire en ligne).
- Frédéric Mitterrand, « Athènes, 17 septembre 1964 [sic] : Dernier battement de cœur à la cour de Grèce », dans Un jour dans le siècle, Paris, Éditions Robert Laffont, 2000, 318 p. (ISBN 2-221-09320-8), p. 32-33.
- (es) Jaime Peñafiel, « Constantino de Grecia y Ana María de Dinamarca », dans Mis Bodas reales, Madrid, Sedmay, 1976, 284 p. (ISBN 84-7380-086-9), p. 267-284.

### Sur la famille royale de Grèce
- (es) Eva Celada, Irene de Grecia : La princesa rebelde, Barcelone, Plaza & Janés, 2007, 274 p. (ISBN 978-84-01-30545-0).
- (en) Panagiotis Dimitrakis, Greece and the English : British Diplomacy and the Kings of Greece, Londres, Tauris Academic Studies, 2009, 212 p. (ISBN 978-1-84511-821-1).
- (en) David Horbury, « An end and a beginning, the Greek monarchy 1960-1964 », Royalty Digest Quarterly, no 4,‎ 2007, p. 43-49 (ISSN 1653-5219).
- (es) Ricardo Mateos Sáinz de Medrano, La Familia de la Reina Sofía : La Dinastía griega, la Casa de Hannover y los reales primos de Europa, Madrid, La Esfera de los Libros, 2004, 573 p. (ISBN 84-9734-195-3).
- (en) Nicholas Tantzos, H.M. Konstantine XIII : King of the Hellenes, New York, Atlantic International Publications, 1990, 264 p. (ISBN 0938311123).

### Sur la famille royale de Danemark
- (en) Marcus Mandal et Anna Lerche, A Royal Family : The Story of Christian IX and his European Decendants, København, Aschehoug, 2003, 228 p. (ISBN 8715109577).

### Vidéos du mariage
- (el) « Γάμος του Βασιλιά Κωνσταντίνου Β΄ και της Πριγκίπισσας της Δανίας Άννας-Μαρίας στην Αθήνα » [« Mariage du roi Constantin II et de la princesse Anne-Marie de Danemark à Athènes »], sur Εθνικό Οπτικοακουστικό Αρχείο,‎ 11/09/1964 - 18/09/1964 (consulté le 19 avril 2025).
- (el) « Βασιλιασ Κωνσταντινοσ - Αννα Μαρια - Γαμοσ - Αθηνα - 1964 » [« Roi Constantin - Anne-Marie - Mariage - Athènes - 1964 »], sur Ψηφιακός Ηρόδοτος,‎ 19 septembre 1964 (consulté le 19 avril 2025).
- (en) « Greece: Royalty Streams Into Athens for King Constantine's Wedding (1964) », sur British Pathé, 16 septembre 1964 (consulté le 19 avril 2025).
- (en) « Royal Wedding (1964) », sur British Pathé, 24 septembre 1964 (consulté le 19 avril 2025).

### Reproductions d'articles de 1964
- (el) « Γάμοι Κωνσταντίνου και Άννας-Μαρίας » [« Mariage de Constantin et d'Anne-Marie »], I Kathimeriní,‎ 18 septembre 1964 (lire en ligne).
- (el) « Ο γάμος Κωνσταντίνου-Άννας Μαρίας σε 34 φωτό από τις «Εικόνες» και το ρεπορτάζ της εποχής » [« Le mariage de Constantin - Anne-Marie en 34 photos de "Ikones" et le reportage de l'époque »], Iefimerida,‎ 16 janvier 2023 (lire en ligne).
- (es) « Así contó ¡Hola! la boda de Ana María y Constantino de Grecia », ¡Hola!,‎ 13 janvier 2023 (lire en ligne).

### Articles consacrés au mariage parThe Royal Chronicles
- (el) Τεπη Πιστοφιδου, « 18 Σεπτεμβρίου 1964 – Γάμοι Κωνσταντίνου και Άννας-Μαρίας. Μέρος Α’: Το ιστορικό του πριγκιπικού ειδυλλίου » [« 18 septembre 1964 – Mariage de Constantin et d'Anne-Marie. 1re partie : L'histoire de l'idylle princière »], sur The Royal Chronicles,‎ 18 septembre 2017 (consulté le 18 janvier 2025).
- (el) Τεπη Πιστοφιδου, « 18 Σεπτεμβρίου 1964 – Γάμοι Κωνσταντίνου και Άννας-Μαρίας,Μέρος Β΄: Από τους αρραβώνες μέχρι τους γάμους » [« 18 septembre 1964 – Mariages de Constantin et d'Anne-Marie, 2e partie : des fiançailles au mariage »], sur The Royal Chronicles,‎ 18 septembre 2017 (consulté le 11 février 2025).
- (el) Τεπη Πιστοφιδου, « 18 Σεπτεμβρίου 1964 – Γάμοι Κωνσταντίνου και Άννας-Μαρίας,Μέρος Γ΄: Η τελετή των γάμων τους » [« 18 septembre 1964 – Mariages de Constantin et Anne-Marie, 3e partie : Leur cérémonie de mariage »], sur The Royal Chronicles,‎ 18 septembre 2017 (consulté le 18 janvier 2025).
- (el) Ανδρέας Μέγκος, « 18 Σεπτεμβρίου 1964: Ο Λαμπερός γάμος των Βασιλέων Κωνσταντίνου & Άννας-Μαρίας » [« 18 septembre 1964 : Le mariage glamour du roi Constantin II de Grèce et de la princesse danoise Anne-Marie »], sur The Royal Chronicles,‎ 18 septembre 2024 (consulté le 17 février 2024).
- (el) Νίκου Παπακωνσταντίνου, « Η θαλαμηγός Dannebrog φέρνει την Άννα-Μαρία νύφη στην Ελλάδα » [« Le yacht Dannebrog amène la mariée Anne-Marie en Grèce »], sur The Royal Chronicles,‎ 16 septembre 2017 (consulté le 18 janvier 2025).
- (el) Ιωάννη Καστρινάκη, « Βασιλικοί Γάμοι Κωνσταντίνου – Άννας Μαρίας – Με την ματιά ενός συλλέκτη » [« Mariage royal de Constantin et Anne-Marie – À travers les yeux d'un collectionneur »], sur The Royal Chronicles,‎ 14 septembre 2014 (consulté le 18 janvier 2025).
- (el) Νίκου Παπακωνσταντίνου, « Δανία 1989: Οι εορτασμοί για τους Αργυρούς Γάμους Κωνσταντίνου και Άννας-Μαρίας » [« Danemark 1989 : Les noces d'argent de Constantin et d'Anne-Marie »], sur The Royal Chronicles,‎ 29 octobre 2018 (consulté le 26 avril 2025).